# Haifa
Haifa (hebräisch חֵיפָה [xɛˈfa], gelegentlich [ˈxajfa]; arabisch حيفا, DMG Ḥayfā ['ħajfa], dialektal [ˈħeːfa]) ist mit 281.087 Einwohnern im Jahr 2017 die drittgrößte Stadt Israels (nach Jerusalem und Tel Aviv-Jaffa). Die heutige Stadt Haifa, die auf verschiedene seit dem Altertum auf ihrem Gebiet entstandene und teils verschwundene Orte, darunter das phönizische Sykaminon, zurückgeht, existiert seit Mitte des 18. Jahrhunderts und war bis Mitte der 1940er Jahre überwiegend arabisch geprägt. In Bezug auf die religiöse Zusammensetzung bestand Haifa Mitte des 19. Jahrhunderts aus einer muslimischen Gemeinschaft, die 51 % der Gesamtbevölkerung ausmachte, palästinensische Christen mit 36 % und Juden mit 13 %. Bis 1922 war der muslimische Bevölkerungsanteil auf 38 % gesunken; der Anteil der palästinensischen Christen blieb bei 36 %, während der Anteil der Juden auf 25 % gestiegen war. Bis 1939 lag der Anteil der Muslime bei 38,5 %, der der palästinensischen Christen war auf 26,2 % gesunken und der hauptsächlich aus Europa eingewanderten Juden auf 34,7 % gestiegen.:Seitenzahl??
Im Großraum Haifa leben etwa 600.000 Menschen. Dazu gehören außer der Kernstadt auch die Qrajot, Tirat Carmel, Daliyat al-Karmil und Nescher. Haifa zählt noch heute zu den Städten Israels mit einem erheblichen arabischen Bevölkerungsanteil. Es liegt am Mittelmeer an den Hängen des steil aufsteigenden Karmelgebirges und ist mit seinem Hafen ein bedeutendes Industrie- und Handelszentrum sowie Standort mehrerer Hochschulen, darunter das international renommierte Technion.

## Geographie

### Geographische Lage
Haifa liegt in Nordisrael an der Bucht von Haifa und am nördlichen Abhang des Karmelgebirges am Mittelmeer. Am nordwestlichen Stadtrand befindet sich Israels größter Seehafen.

### Ausdehnung des Stadtgebiets
Durch die Lage am Berghang hat Haifa eine besondere städtische Gliederung. Die verschiedenen Stadtteile steigen vom Meeresniveau bis auf eine Höhe von etwas über 400 m an. Dabei lassen sich drei Bebauungsgebiete unterscheiden:
- Am Meer in der Unterstadt (hebräisch עִיר תַּחְתִּית ʿĪr Tachtīt, kurz: Ha-ʿĪr, hebräisch הָעִיר die Stadt) drängen sich zwischen Hafen und Karmelhang große Durchgangsstraßen und Bahnanlagen, Geschäftshäuser und Reste der Altstadt Haifas. Arabische Israelis unter den Haifanern leben vielfach in diesem Teil der Stadt, wo ihre Familien oft auch Immobilieneigentum haben.
- Im weitläufigen Mündungsgebiet des Qischons, im flächengrößten Stadtbezirk Mifratz Chejfa (deutsch Golf Haifas) in Nähe zum erweiterten Hafen, dominieren große Industriegebiete mit Raffinerien und chemischer Industrie, die gleichen großen Durchgangsstraßen und Bahnanlagen mit wichtigstem Bahnhof der Stadt und Ausbesserungswerk sowie Produktions- und Handelsgewerbe. Hier gibt es bislang kaum Wohnviertel. Aber durch die geplante Verlagerung der durch Hizbollah-Beschuss gefährdeten Petrochemie sollen hier künftig neue Wohngebiete entstehen.
- Auf halber Höhe (80–120 Meter über dem Meeresspiegel) in der mittleren Stadt befinden sich die Hauptgeschäftsgebiete und Verwaltungseinrichtungen. Dieser Stadtteil, Hadar ha-Karmel, entstand ab 1920.
- Im höchstgelegenen Teil Haifas, Har ha-Karmel, haben teure Hotels und Restaurants ihren Standort und befinden sich die wohlhabendsten Wohngegenden der Stadt. Die verschiedenen Ebenen Haifas werden durch die einzige Untergrundbahn Israels, die Karmelit, verbunden. Am südlichen Ausgang der Stadt, an ihrer höchsten Stelle, liegt auf über 400 Metern der Campus der Universität Haifa mit einem markanten Hochhausturm, nordwestwärts darunter der neue Campus des Technions, beide erschlossen durch die Luftseilbahn Rakkavlit zum Bahnhof in Mifratz Chejfa.

## Klima
Haifa hat ein mediterranes Klima mit heißen, trockenen Sommern und kühlen, regnerischen Wintern. Nach der effektiven Klimaklassifikation von Wladimir Peter Köppen und Rudolf Geiger wird dies als Csa (Heiße-Sommer-Mittelmeerklima) klassifiziert. Der Frühling beginnt im März, wenn die Temperaturen zu steigen beginnen. Bis Ende Mai erfolgt eine deutliche Erwärmung, die die heißen Sommertage ankündigt. Die durchschnittliche Temperatur im Sommer beträgt 26 °C und im Winter 12 °C. Schnee ist in Haifa selten, aber Temperaturen um 3 °C sind unter Umständen möglich, meist in den frühen Morgenstunden. Die Luftfeuchtigkeit ist das ganze Jahr über eher hoch, Regen tritt meist zwischen September und Mai auf. Die jährliche Niederschlagsmenge beträgt etwa 538 l/m².
|                       | Jan   | Feb  | Mär  | Apr  | Mai  | Jun  | Jul  | Aug  | Sep  | Okt  | Nov  | Dez   |   |       |
| Mittl. Tagesmax. (°C) | 17,0  | 17,5 | 19,6 | 23,9 | 26,2 | 29,3 | 31,1 | 31,4 | 29,9 | 28,0 | 24,0 | 19,2  | ⌀ | 24,8  |
| Mittl. Tagesmin. (°C) | 8,9   | 8,7  | 10,5 | 13,6 | 17,2 | 20,6 | 23,0 | 23,6 | 21,7 | 18,5 | 14,1 | 10,9  | ⌀ | 16    |
|                       |       |      |      |      |      |      |      |      |      |      |      |       |   |       |
| Niederschlag (mm)     | 124,9 | 92,2 | 52,8 | 23,6 | 2,7  | 0,0  | 0,0  | 0,0  | 1,2  | 28,0 | 77,4 | 135,5 | Σ | 538,3 |
|                       |       |      |      |      |      |      |      |      |      |      |      |       |   |       |
| Sonnenstunden (h/d)   | 5,6   | 6,1  | 9,4  | 10,6 | 11,7 | 12,4 | 12,4 | 12,2 | 10,8 | 9,9  | 8,3  | 6,7   | ⌀ | 9,7   |
|                       |       |      |      |      |      |      |      |      |      |      |      |       |   |       |
| Regentage (d)         | 10    | 8    | 7    | 3    | 1    | 0    | 0    | 0    | 0    | 2    | 6    | 10    | Σ | 47    |
|                       |       |      |      |      |      |      |      |      |      |      |      |       |   |       |
| Wassertemperatur (°C) | 17    | 17   | 17   | 18   | 21   | 24   | 27   | 27   | 28   | 25   | 22   | 19    | ⌀ | 21,9  |
|                       |       |      |      |      |      |      |      |      |      |      |      |       |   |       |
| Luftfeuchtigkeit (%)  | 65    | 69   | 68   | 68   | 71   | 72   | 70   | 70   | 67   | 65   | 60   | 65    | ⌀ | 67,5  |

| 8,9 |

| 8,7 |

| 10,5 |

| 13,6 |

| 17,2 |

| 20,6 |

| 23,0 |

| 23,6 |

| 21,7 |

| 18,5 |

| 14,1 |

| 10,9 |

| 8,9 |

| 8,7 |

| 10,5 |

| 13,6 |

| 17,2 |

| 20,6 |

| 23,0 |

| 23,6 |

| 21,7 |

| 18,5 |

| 14,1 |

| 10,9 |

## Geschichte

### Vorgeschichte
In der Kebara-Höhle am westlichen Steilhang des Karmel südlich von Haifa wurde 1983 bei archäologischen Ausgrabungen eine 60.000 Jahre alte Begräbnisstätte eines Neandertalers gefunden. Die Skhul-Höhle, etwa 100 Meter von der Kebara-Höhle entfernt, beherbergt 80.000 bis 120.000 Jahre alte Fossilien, die zunächst als „Mount Carmel Neanderthals“ bezeichnet wurden. Heute werden diese Funde zumeist als Begräbnisstätten von frühen anatomisch modernen Menschen interpretiert, die im Karmelgebirge gleichzeitig oder in mehrfachem zeitlichen Wechsel mit Neandertalern lebten.

### Frühgeschichte und Antike
Die frühe Siedlungsgeschichte Haifas und seiner Umgebung ähnelte der der ganzen Küstenregion der Levante. Während der mediterranen Bronzezeit (vom 14. Jahrhundert v. Chr. an) entstand eine Hafensiedlung an der Mündung des Flusses Kischon, die bis zum 10. Jh. v. Chr. bestand. Daneben entstand eine zweite Stadt südlich des Karmel-Kaps, die während der ganzen Antike Bestand hatte. Pseudo-Skylax (4. Jh. v. Chr.) nennt sie in seiner Beschreibung der levantinischen Küste Sykaminon und bezeichnet sie als von Tyros abhängige phönizische Siedlung. Hier gab es keinen Hafen, aber Landwirtschaft und Industrie, unter anderem Glasfabrikation und Purpurfarbenproduktion. Die Zuordnung zum Einflussbereich der Phönizier wurde im 20. Jahrhundert durch archäologische Funde, insbesondere große Mengen phönizischer Keramikfragmente, bestätigt.
Karmel und Kischon werden in der Bibel erwähnt. Eine Grotte auf dem Karmel wurde später als Grab des Propheten Elias verehrt. Auf Arabisch wird der höchste Teil des Karmel als Muhraka, Ort der Feueropfer, bezeichnet, eine Anspielung auf hier praktizierte Opferkulte in kanaanäischer und früh-israelitischer Zeit.
In hellenistischer Zeit verlagerte sich die Siedlung in die Gegen des heutigen Bat Gallim, da der alte Hafen inzwischen versandet war. Die griechischsprachige Bevölkerung der Gegend lebte von Handel und Fischfang.

### Spätantike und Mittelalter
Haifa erscheint erstmals unter seinem heutigen Namen in der rabbinischen Literatur als Herkunftsort des Dimi aus Haifa (3. Jh. n. Chr.).
Nach der arabischen Eroberung Palästinas in den 30er und 40er Jahren des 7. Jhs. blieb Haifa eine unbedeutende Ortschaft, deren Einwohner hauptsächlich vom Fischfang lebten. Lange Zeit hatte die Stadt geringe Bedeutung, da ihre geografische Lage mehrere Nachteile aufwies. Durch das Gebirge war es schwer, um das Karmelkap nach Süden zu reisen, östlich der Stadt, im Mündungsgebiet des Kischon, lagen ausgedehnte Sümpfe, und die Bucht von Haifa war ungeschützt den Westwinden ausgesetzt, was die Entwicklung des Hafens behinderte. Lange Zeit war daher Akkon die wichtigere Stadt an diesem Teil der levantinischen Küste.
Erst unter umayyadischer und abbasidischer Herrschaft ab dem 9. Jh. blühte die Wirtschaft Haifas dank Handelsbeziehungen zu Ägypten auf. Vermarktet wurden insbesondere Produkte der örtlichen Glasproduktion sowie der aus Seeschnecken gewonnene Purpur-Farbstoff.
In der Zeit der Kreuzzüge wurde Haifa mehrmals erobert und war Zentrum einer Seigneurie im Königreich Jerusalem. 1265 wurde es endgültig von den Mamluken erobert und nahezu zerstört, sodass es bis in osmanischer Zeit ein unbedeutendes Fischerdorf war.:7seq., 9seqq.

### Osmanische Herrschaft
Von 1575 stammt der erste Bericht über Haifa aus der Zeit der Osmanen, die 1516 den Mamluken die Levante abgerungen hatten. Er spricht von einer Siedlung in den Ruinen des mittelalterlichen Cayphas, so die Bezeichnung, die die Kreuzfahrer von den Römern übernommen hatten.
Im Jahr 1752/1753 nahm Dhaher al-Omar Haifa ein.:33 Nach Überfällen maltesischer Piraten erhielt er vom osmanischen Sultan finanzielle Mittel, um zum Schutz Haifas die Reste einer ursprünglich von Ludwig IX. von Frankreich in Auftrag gegebene Festung wieder aufzubauen. 1761/62 ließ Dhaher al-Omar Haifa niederreißen und zwei bis drei Kilometer südöstlich neu anlegen.:33seqq. So entstand eine Siedlung mit einer geschlossenen Stadtmauer im Gebiet der heutigen Unterstadt mit einem neuen Ankerplatz. Oberhalb errichtete er die Festung Burǧ al-Salam, von deren Namen der Name des heutigen Haifaer Stadtviertels Burdsch herrührt.:37 Die Reste der Festung waren bis in die 1950er Jahre an der Stelle des heutigen Parks gegenüber vom Rathaus erkennbar.:37

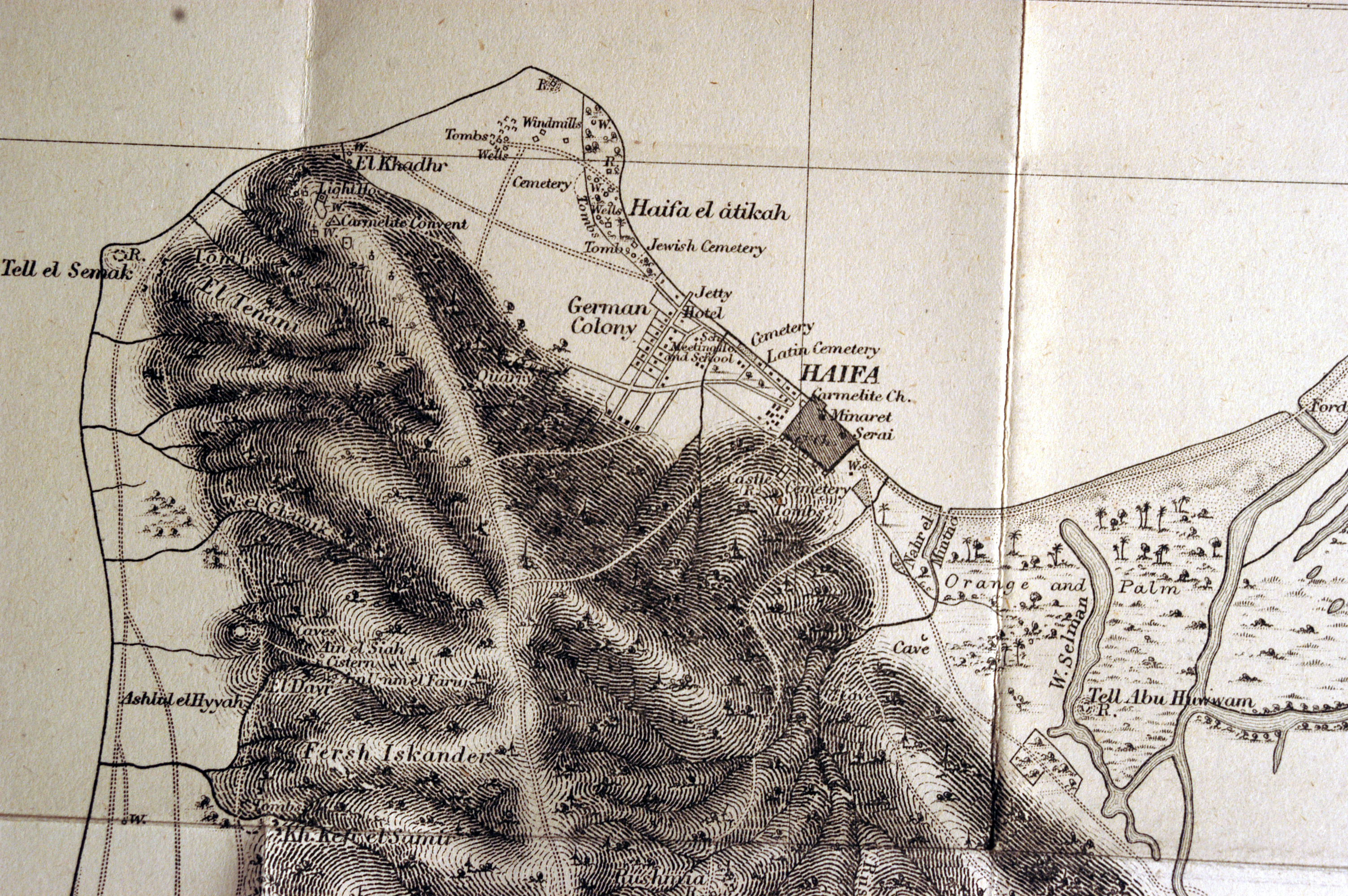
Haifa el-ʿatikah (=altes Haifa), German Colony und das neue HAIFA auf einer Karte des Palestine Exploration Fund von 1875

Dhaher al-Omar nannte die neue Siedlung al-Imara al-Dschadida, neues Gebäude,:36 doch setzte sich daneben die Bezeichnung al-Haifa al-Dschadida, neues Haifa, durch.:36
Zunächst zählte Neu-Haifa circa 250 Einwohner, die teilweise aus dem alten Haifa stammten.:39 Dhaher al-Omar warb Einwanderer, auch Nichtmuslime, zur Entwicklung der Stadt und förderte die Wirtschaft. Anton Prokesch von Osten bemerkte, dass unter den Muslimen der Stadt, die die Hälfte der Einwohner bildeten, gefolgt von Christen als zweitgrößter Bevölkerungsgruppe, die Nordafrikaner dominierten. Auch einige Juden siedelten sich in dem Ort an, die meisten davon aus Oran in Algerien.
Im 19. Jahrhundert gelang es Haifa, an Bedeutung zu gewinnen. Im Jahr 1815 zählte es etwa 1.000 Einwohner, 1830 etwa 3.000. Ein wichtiger Impuls war 1869 die Gründung einer deutschen Kolonie durch christliche Siedler der Tempelgesellschaft aus dem Königreich Württemberg. Diese lag etwas außerhalb der Stadt unterhalb des heutigen Schrein des Bab. Sie führten moderne Handwerks- und landwirtschaftliche Methoden ein, entwickelten die Industrie, das Gesundheits- und Transportwesen. Auch den Bau der ersten Mole veranlassten sie, sodass Haifa zu einem wichtigen Durchgangspunkt für christliche Pilger wurde. Einige Siedler der Tempelgesellschaft wirkten als Vizekonsuln europäischer und nordamerikanischer Regierungen. Das Wirken der Templer von Haifa führte zur Stärkung der Verbindung der Hohen Pforte und des Deutschen Reiches. Das zum osmanischen Syrien gehörige Haifa wurde 1888 dem neu geschaffenen osmanischen Libanon, dem Vilâyet Beirut zugeordnet, dessen Teil es bis zur Neugliederung von Besatzungszonen der Entente-Mächte 1918/1920 blieb.
Ein bedeutsames Ereignis war in der Folge der Besuch von Kaiser Wilhelm II. und seinem Gefolge auf seiner Palästinareise 1898. Hierfür wurde eine zweite Mole in den Hafen gebaut. Diese diente auch anderen Reisenden, beispielsweise dem Sacerdote Edoardo Torriani, einem katholischen Priester und Pilger aus dem Schweizer Kanton Tessin als ersehnte Zuflucht.

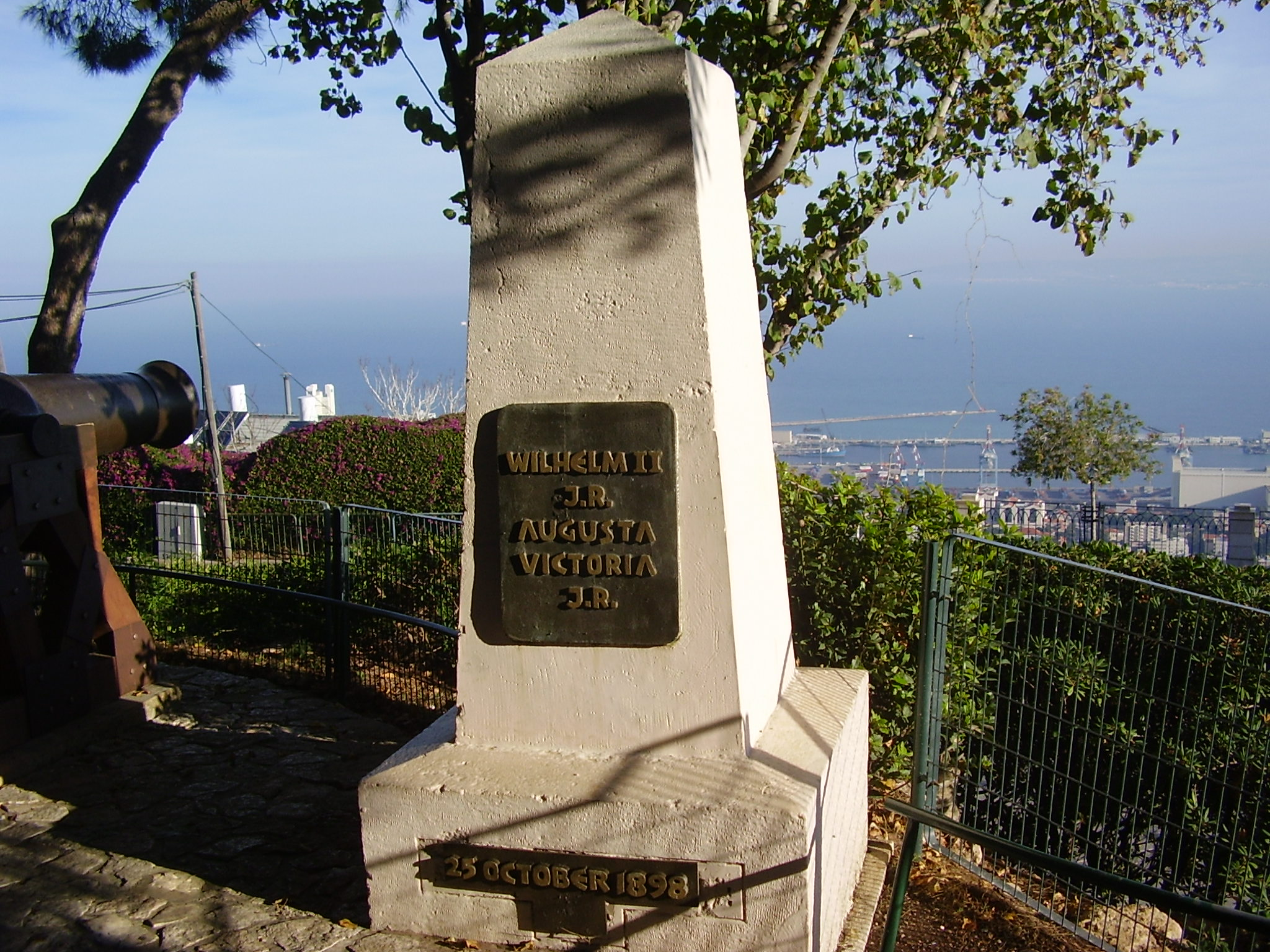
Denkmal für den Besuch Wilhelms II. und Auguste Victorias am 25. Oktober 1898

In Erinnerung an den Besuch Wilhelms wurde ein Denkmal errichtet. Der Bau einer Landebrücke war der Beginn des weiteren Ausbaus des Hafens. Außerdem regte der Kaiser an, Haifa an die Hedschasbahn anzuschließen. 1905 erhielt die Stadt mit der Jesre'eltalbahn ihren ersten Bahnanschluss nach Damaskus, 1913 einen weiteren nach Akko (Bahnstrecke Haifa–Akko).
Die arabische Einwanderung aus dem Libanongebirge (vor allem Maroniten:70) und anderen Teilen der Levante hob den christlichen Anteil an der Bevölkerung Haifas bis 1856 auf 40 %.:60 Mit dem Bau der Jesreeltalbahn bis 1904 und dem Ausbau des Hafenbetriebs wuchs Haifas Bevölkerung weiter. Sie stieg von 2.500 im Jahr 1854 auf 8.000 im Jahr 1891 und auf 15.000 im Jahr 1913. Immer mehr Muslime, von denen viele Arbeit im Hafen und bei der Eisenbahn fanden, zogen aus Galiläa und dem Mutesarriflik Libanonberg zu, sodass die Muslime 1910 wieder die größte Religionsgemeinschaft der Stadt bildeten.:128 Eine weitere bedeutende Gruppe von Zuwanderern waren orientalische Juden, vor allem aus Nordafrika:149 und der Türkei.:71
Durch den gleichzeitigen Ausbau der Landstraßen nach Akko, Nazareth und ins Karmelgebirge und den Betrieb erster Hotels wurde die wirtschaftliche Entwicklung Haifas maßgeblich vorangebracht. 1907 unternahm Paul Nathan, der Direktor des Hilfsvereins der deutschen Juden, seine erste Palästinareise, um einen geeigneten Ort zur Errichtung einer technischen Hochschule, des späteren Technion, zu finden. Die Wahl fiel 1908 auf Haifa. Im Auftrag des Hilfsvereins errichtete Alex Baerwald 1912/13 den ersten Hochschulbau. Das Sandsteingebäude mit einer orientalisierenden Hauptfassade, in dem heute das Wissenschaftsmuseum der Stadt untergebracht ist, wurde als Teil eines zum Meer hin orientierten Ensembles angelegt, zu dem das auch das Realgymnasium Beit ha-Sefer ha-Reali gehört. Das osmanisch-libanesische Haifa wurde damit in der Zeit vor dem Ersten Weltkrieg zur modernsten Stadt der Levante. 
Der osmanische Versuch im Ersten Weltkrieg auf Seiten der Mittelmächte, den Suezkanal zu blockieren, um so die Verbindungen zwischen den Teilen des Britischen Imperiums auf weite Umwege zu zwingen und im Falle eines Sieges das bis 1882 osmanische Chedivat Ägypten dem britischen Einfluss wieder zu entreißen, endete schließlich mit der Niederlage und Auflösung des Osmanischen Reiches. Den osmanisch eröffneten Sinaifeldzug trieb die Egyptian Expeditionary Force der Triple Entente in siegreichen Gegenvorstößen vom ägyptischen Sinai immer weiter nordostwärts über die osmanische Grenze ins Mutesarriflik Jerusalem, das westliche Pilger, Theologen, Historiker und Geographen als Teil Palästinas ansahen, weshalb Militärberichte von Palästinafront sprechen. Bis September 1918 waren die Kampfhandlungen fern Haifas, aber im Gebäude des Technions, dessen Labors und Werkstätten bis zu Beginn des Krieges nicht vollständig eingerichtet waren, richteten Streitkräfte der Mittelmächte in den Jahren 1917/1918 ein Lazarett ein.

### Britische Zeit
Im Palästinafeldzug im Ersten Weltkrieg gegen die Streitkräfte der Mittelmächte (Osmanisches Reich, Deutschland und Österreich-Ungarn) eroberten britisch-indische Streitkräfte der Triple Entente, die Sherwood Forester Yeomanry und die Brigaden Jodhpur Lancers und Mysore Lancers, Haifa am 23. September 1918. Das deutsche Asien-Korps und die osmanische Armee hatten die Stadt verteidigt, während ihnen österreichisch-ungarische Truppen vom Karmel aus den Rücken deckten. Auf Veranlassung eines bahaitischen Soldaten im britischen Stab in Kairo war über Baron Lamington Feldmarschall Edmund Allenby aufgetragen worden, die Sicherheit der Zivilisten Haifas, insbesondere der Anhänger ʿAbdul-Bahāʾs zu gewährleisten, die im Osmanischen Reich als Häretiker galten. Nach der Besetzung osmanischen Territoriums zogen Briten und Franzosen wie 1916 bereits vereinbart die Grenzen neu. Das osmanisch-libanesische Sandschak Akka mit Haifa wurde der neuen und neu umgrenzten Besatzungszone Occupied Enemy Territory Administration South (OETA South) zugeschlagen, der auch das südlich angrenzende osmanische Mutesarriflik Jerusalem angegliedert wurde wie auch der Südosten des Negevs, der bis dahin zum südlichen osmanischen Syrien (Sandschak Maʿan, Sitz: Kerak) gehört hatte (das übrige südliche Syrien wurde ab 1923 zu Transjordanien). Britisches Militär übernahm die Verwaltungsgeschäfte.
Auf der Konferenz von Sanremo im April 1920 einigten sich die Entente-Mächte darauf, die OETA South unter der neuen Bezeichnung Palästina in britische Obhut zu geben, woraufhin am 1. Juli 1920 offiziell die britische Zivilverwaltung die OETA South ablöste.:143 Faisal I., den die französische Mandatsmacht als König von Syrien abgesetzt hatte, ließ sich im Juli des Jahres in Haifa nieder, bevor die britische Mandatsmacht in Mesopotamien (bis 1920 OETA East) ihn dort als Monarch des neuen Irak installierte. Der Völkerbund legitimierte das Übereinkommen von Sanremo, indem er Großbritannien 1922 das Mandat für die neu geschaffene Verwaltungseinheit Palästina erteilte. Die Türkei, die Rechtsnachfolgerin des Osmanischen Reiches, legalisierte schließlich die britischen Mandate (Mesopotamien und Palästina) durch den Vertrag von Lausanne, der am 24. Juli 1923 unterzeichnet wurde und am 5. August 1925 in Kraft trat.:150
Im November 1919 und vom 4. bis 14. Dezember 1920 fanden der 2. und 3. Nationalkongress der Araber in Palästina in Haifa statt. Der Kongress von 1920 forderte eine Selbstregierung und eine gewählte Abgeordnetenkammer aus „Mitgliedern des arabischsprachigen Volkes, die vor Beginn des [Welt-]Krieges in diesem Gebiet gelebt hatten“. Juristisch sollte das Palästina-Mandat dem britischen Völkerbundsmandat für Mesopotamien gleichgestellt sein und ebenfalls auf freie Wahlen und eine in Aussicht gestellte Unabhängigkeit angelegt sein. Die Delegierten wählten Musa Kazim al-Husaini zum Vorsitzenden des Arabischen Exekutivkomitees. Die Beschlüsse des 3. Kongresses wurden Anfang 1921 Winston Churchill vorgelegt. Angehörige des jüdischen Jischuvs in Palästina gründeten eine Personalkörperschaft, die aus Beiträgen ihrer Mitglieder Schulen, kulturelle Einrichtungen und die am 19. April 1920 erstmals gewählte Repräsentantenversammlung unterhielt, um die Verwendung ihrer Beiträge durch gewählte Repräsentanten bestimmen und ihre Personalkörperschaft nach außen vertreten zu lassen.

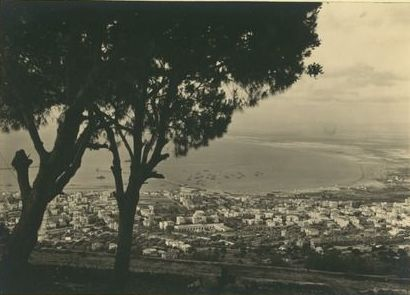
Haifa, 1925-1937

Zur Zeit des britischen Völkerbundmandats für Palästina wurde Haifa zur größten Stadt des Mandatsgebiets, wobei sich die Zahl der muslimischen Einwohner durch Geburten und Zuwanderung von etwa 9.400 um 1920 mehr als verdoppelte und die Zahl der Juden der Stadt von 6.000 auf 16.000 stieg.:151 Haifa spielte eine wichtige Rolle als Eisenbahnknotenpunkt. Neben der existierenden schmalspurigen Jesreeltalbahn über Afula nach Darʿā und Damaskus bauten die Britischen Militärbahnen in Palästina 1917 die Sinai-Bahn und 1918 die Ostbahn von Lod nach Chadera, um Haifa an das Sultanat Ägypten anzubinden, und 1919 die kriegsbedingt demontierte osmanische Bahnstrecke Haifa–Akko wieder auf. Das Technion nahm den kriegsbedingt aufgeschobenenen Lehrbetrieb schließlich 1924 auf.

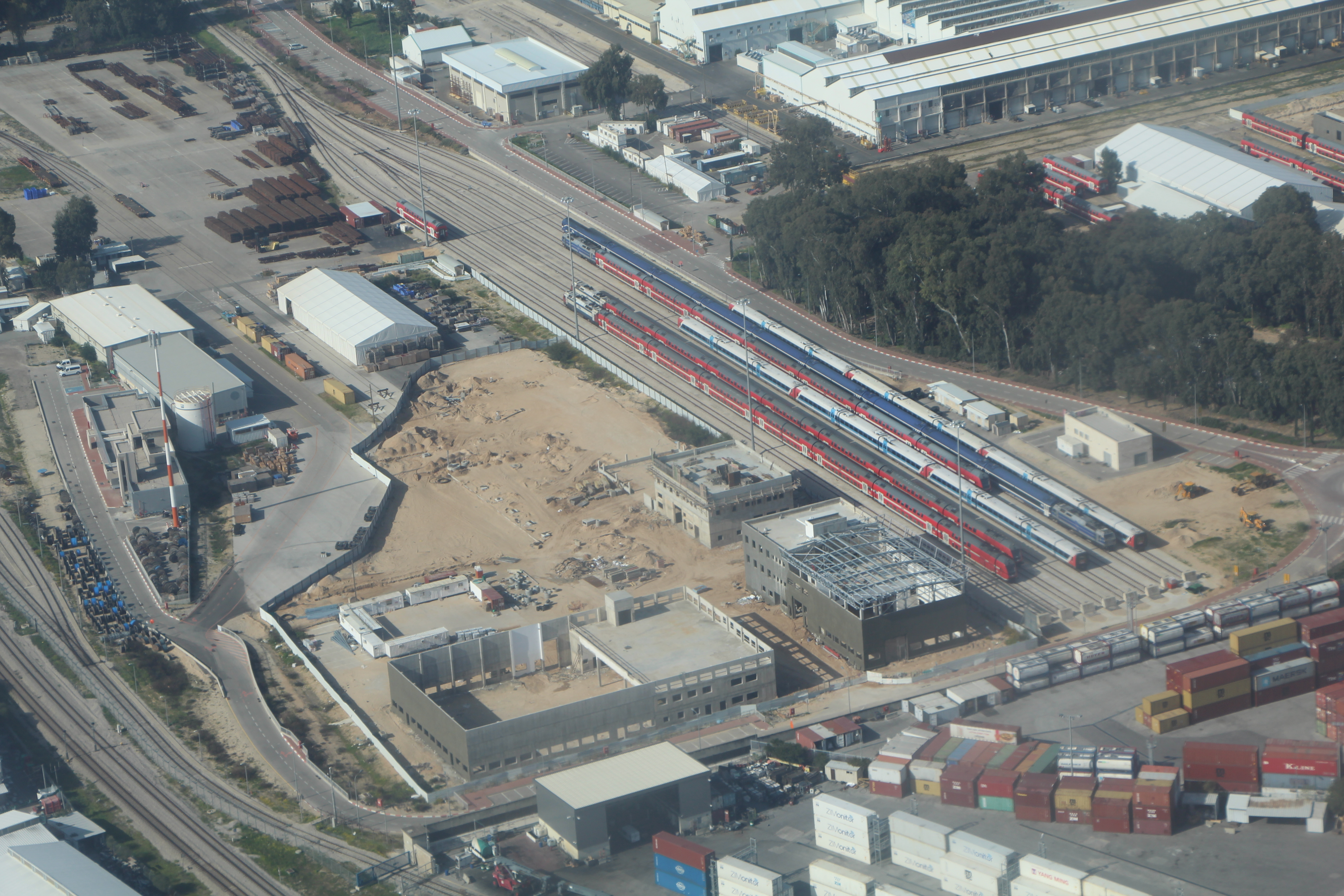
2022: Ausbesserungswerk Qischon von 1932

Die Palestine Railways bauten die Bahnstrecke Haifa–Akko 1932 aus, indem sie die umwegige Trasse östlich Haifas durch eine kürzere Neubaustrecke ersetzten, die als Dreischienengleis ausgebaut Fahrzeuge der Schmal- und der Normalspur nutzen konnten. An dem neuen Streckenabschnitt errichteten die Briten das Ausbesserungswerk Qischon nahe der Bucht von Haifa, das bis zum Zweiten Weltkrieg mit 2.000 Arbeitern der größte Industriebetrieb Palästinas war. Im Jahre 1925 wurde die arabische Bahnarbeitergewerkschaft gegründet.
Im Jahre 1926 erließ die britische Mandatsregierung die palästinensische Religious Communities (Organisation) Ordinance (Verordnung bezüglich religiöser Gemeinschaften (Organisation)), nach der sie religiöse Gemeinschaften auf deren Antrag hin als öffentlich-rechtliche Personalkörperschaft anerkennen konnte, falls zu implementierende oder gegebenenfalls bestehende Statuten der Religionsgemeinschaft den durch die Verordnung festgelegten Prinzipien (wie freie, gleiche Beteiligung der Mitglieder einer Personalkörperschaft an der Bestimmung ihrer Aufgaben und Geschicke) entsprachen. Die Mandatsregierung erkannte die Personalkörperschaft der jüdischen Einwohner Palästinas an, nachdem zum 1. Januar 1928 die Jewish Community Rules in Kraft getreten waren. Gemäß Verordnung von 1926 erkannte die Mandatsregierung auch die muslimische Gemeinschaft des Landes sowie die Christen verschiedener Konfessionen als Personalkörperschaften an. Die von der Mandatsregierung angeregte Organisation auch dieser Körperschaften nach demokratischen Prinzipien lehnten die bereits zuvor ohne breitere Legitimation gebildeten muslimischen Organe ab und behielten das althergebrachte Honoratiorenmodell bei. Auch unter den Kirchen richteten nur einige gewählte Selbstvertretungsorgane (Landessynoden) ihrer Mitglieder ein. Im Jahre 1932 traten mit Karl Ruff und Walter Aberle aus der Deutschen Kolonie der Stadt zwei Haifaner und überhaupt erstmals nichtjüdische Palästinadeutsche der NSDAP/AO bei.

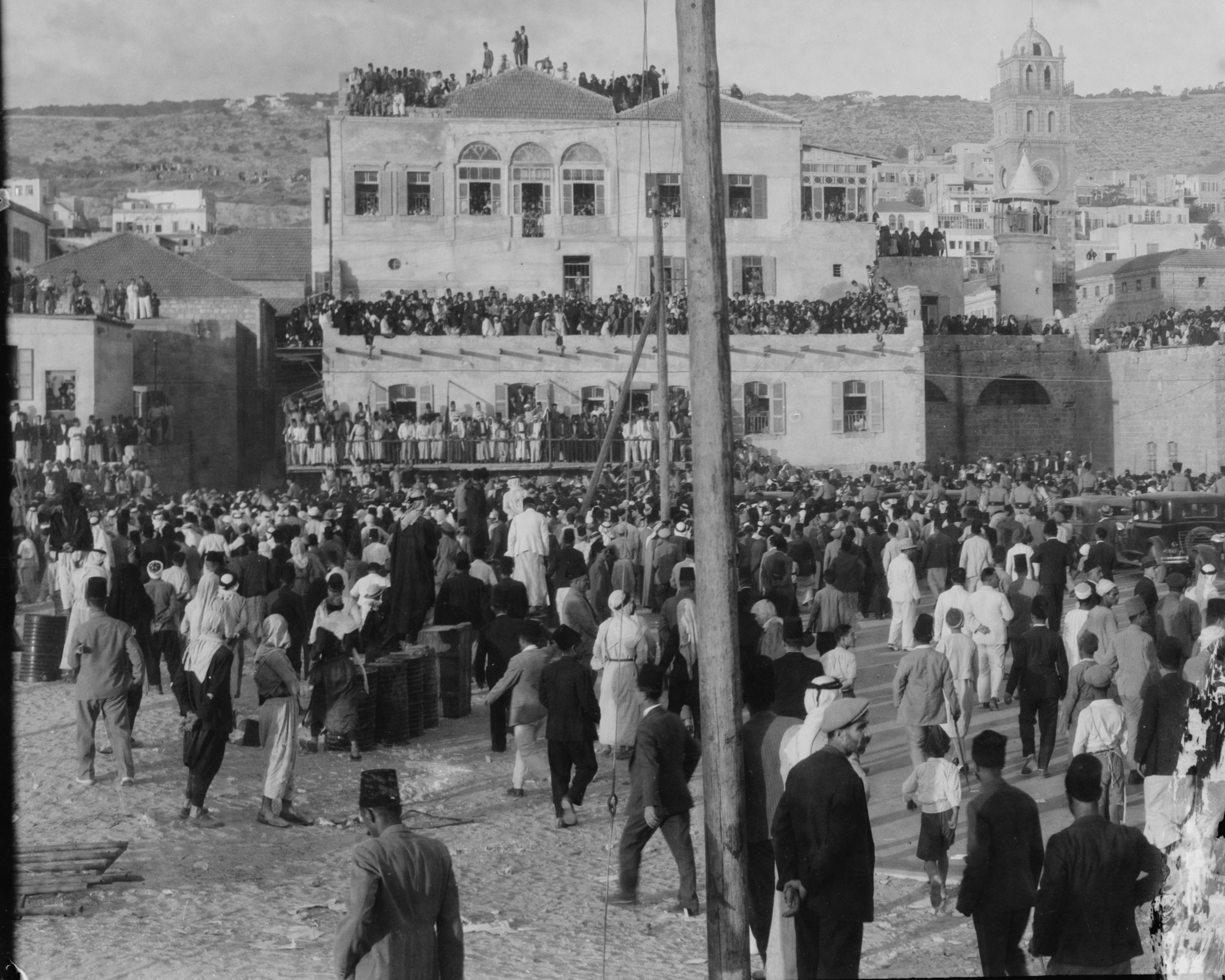
Haifaner beim Letzten Geleit für den verstorbenen König Faisal I. durch die Stadt mit Minarett der Moschee al-Ǧarina (hinten re.), 1933

Der moderne Zivilhafen Haifas wurde ebenfalls unter britischer Herrschaft fertiggestellt. Das Hafenbecken wurde durch zwei steinerne Wellenbrecher geschützt und zudem vertieft, die Steine kamen aus einem Steinbruch im nahe gelegenen Atlit.

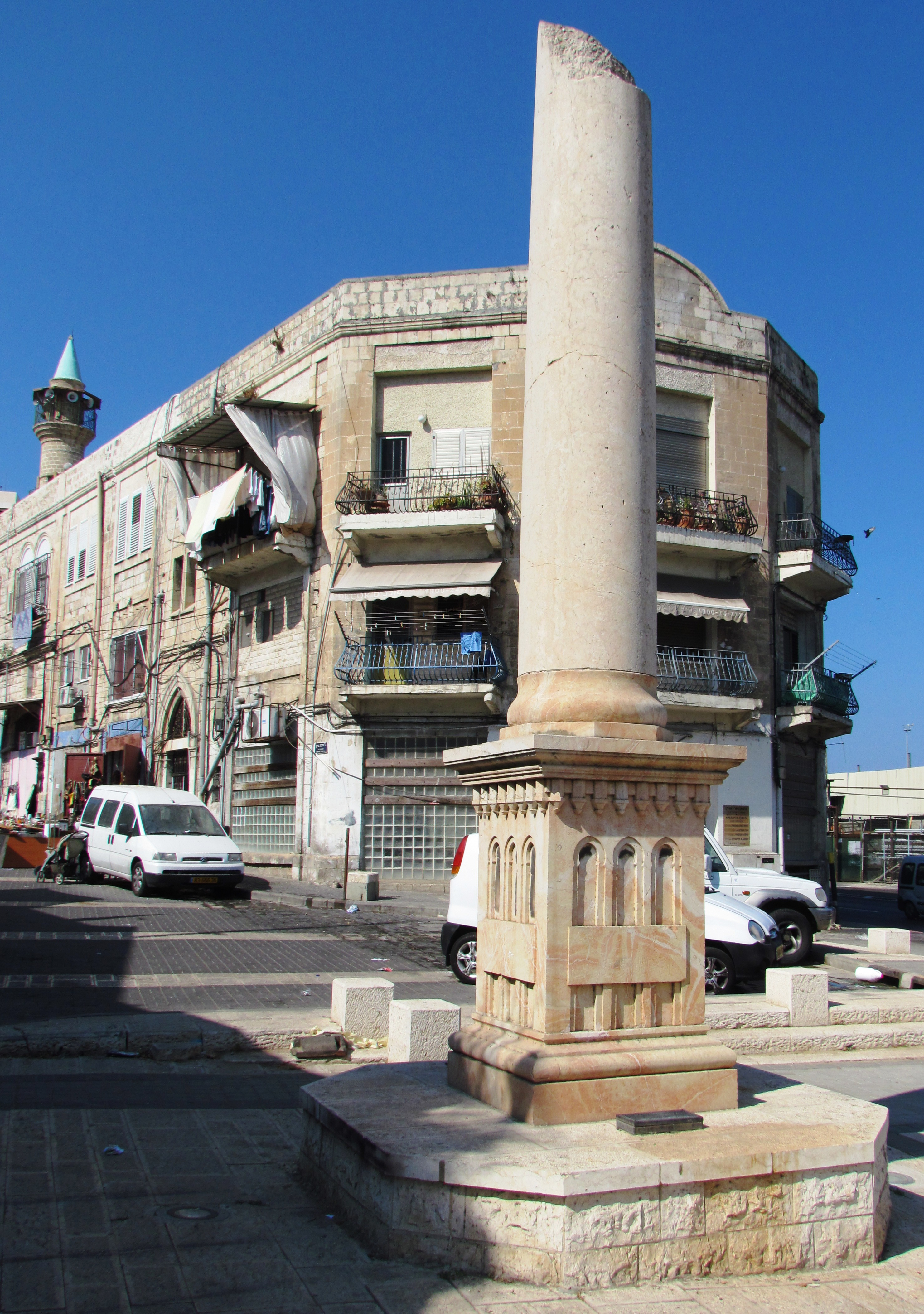
Faisal-Säule auf der Kikkar Faisal, 2012

Von Genua kommend, an Bord die sterblichen Überreste des in Bern verstorbenen irakischen Königs Faisal I., legte die HMS Despatch am 14. September 1933 in Haifa an. Dem für seinen arabischen Freiheitskampf gegen die Osmanen und sein Erringen eines arabischen Königtums verehrten Verstorbenen bereiteten Tausende Haifaner durch die Stadt bis zum Flugplatz ein Letztes Geleit, wo ein Flugzeug zur Überführung des Sarges nach Baghdad bereitstand. In Erinnerung an Faisal I. trägt die Kikkar Faisal seinen Namen, wo das Geleit passierte und ein ihm zu Ehren errichtetes Denkmal in Form einer abgebrochenen Säule des früh Verstorbenen gedenkt.
Der Hafen wurde am 31. Oktober 1933 eröffnet, als die britische Regierung begann, Haifa als wichtigen Marinestützpunkt auszubauen. Während die Zahl der Hafenarbeiter täglich bei 1.000 bis 2.000 lag, erreichte sie während der Orangenernte 2.600 bis 3.200. Nach Beginn des Arabischen Aufstands im Sommer 1936 begann Haifa den Hafen von Jaffa an Bedeutung zu übertreffen.
Der Erdaushub aus der Bucht ermöglichte die Anlage eines Geländes von 340 Dunam Größe, das für neue Hafen- und Bahnanlagen und den Bau einer breiten Durchgangsstraße (, , ) benutzt wurde. Zudem wurde ab 1934 eine Rohölleitung der Iraq Petroleum Company von Kirkuk nach Haifa gebaut. Diese Großprojekte zogen zu 75 % arabische Wanderarbeiter aus dem näheren und weiteren Umland Haifas an. Die restlichen etwa 25 % kamen aus Ägypten, Transjordanien und dem Hauran. 1930 waren von 650 Bauarbeitern bereits 110 Juden. Ab 1938 entstand die Erdölraffinerie Oil Refineries.
Auch der Zuzug jüdischer Einwanderer verstärkte sich und erreichte ab 1933 Züge einer Masseneinwanderung durch Flüchtlinge aus dem nationalsozialistischen Deutschland. Das wichtigste jüdische Viertel wurde Hadar haKarmel nahe der Festung. Zugleich bauten Juden Häuser auf dem Steilhang und dem Kamm des Karmelgebirges. Der Verkauf von Grund und Boden durch arabische Eigentümer an Juden beschränkte sich auf zumeist landwirtschaftlich nicht nutzbare Flächen, vor allem Sanddünen und Sümpfe, in Tälern und Ebenen.
Dies führte zur geografischen Trennung der arabischen von der jüdischen Bevölkerung. Arabische Bewohner blieben in den bergigen Regionen, Juden wohnten in Ebenen, Dünengelände und drainiertem Sumpfgebiet. Die Sümpfe an der Mündung des Kischon wurden trockengelegt und Gebiete an der Bucht jüdisch besiedelt. Die Personalkörperschaft des Jischuv schuf sich ihre eigene Infrastruktur, unterhielt aus Beiträgen der Mitglieder ein Schul- und ein Gesundheitswesen. Die Infrastruktur, die die britische Mandatsregierung aus Steuern aller finanzierte (wozu Juden aufgrund ihrer Steuerkraft in erhöhtem Maße beitrugen), besonders Schulen und Gesundheitseinrichtungen, wurde fast ausschließlich von der arabischen Bevölkerung genutzt.

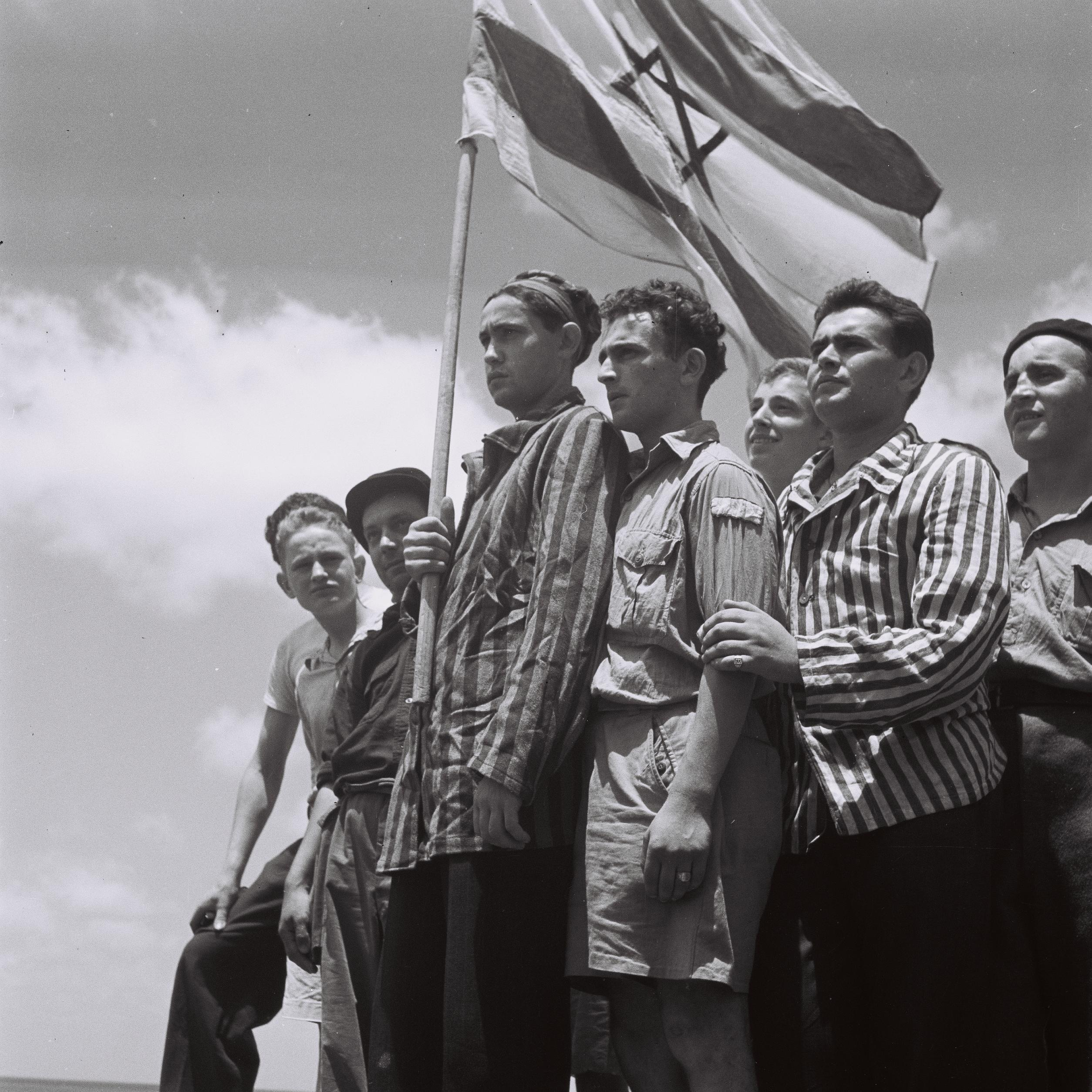
Ehemalige Buchenwald-Häftlinge auf einem Schiff im Hafen von Haifa, 15. Juli 1945

Während des Zweiten Weltkriegs bombardierten auf Rhodos stationierte italienische Luftwaffenverbände am 15. und 24. Juli sowie am 21. September 1940 Haifa. Ziele waren der Hafen und die an die Pipeline aus dem Irak angeschlossenen Erdölraffinerien. Die Bombardements verursachten Verluste unter der Bevölkerung, so starben am 24. Juli 48 Araber, 15 Juden und ein Brite. Die Treibstoffanlagen standen danach vier Wochen still. Am 21. September gab es 39 Tote.

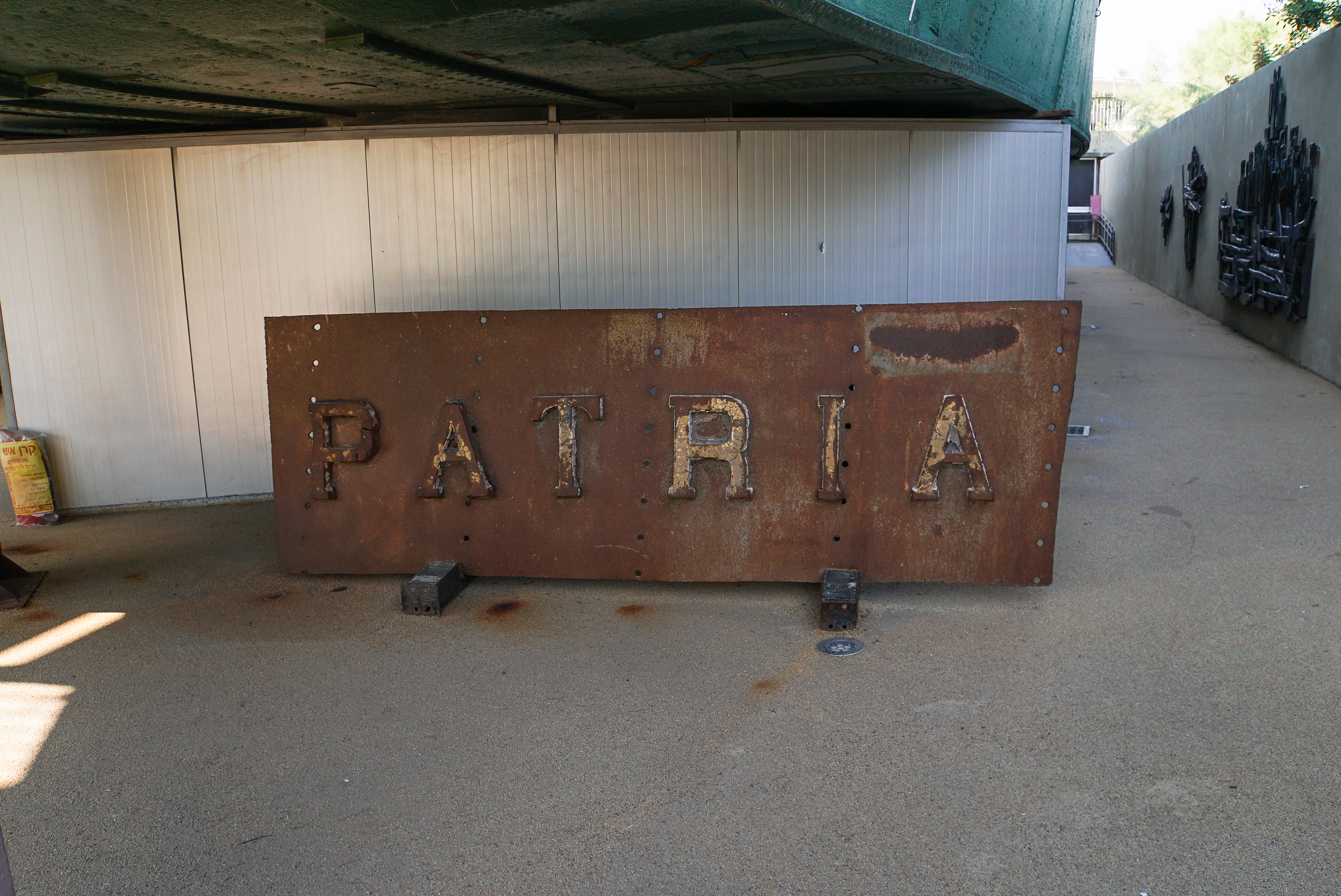
Ausstellungsstück zur Patria im Schifffahrtsmuseum Haifa

Unter dem Kommando von Jitzchak Sadeh platzierten Hagana-Mitglieder in Haifa eine Bombe auf dem britischen Truppentransporter Patria, um die Deportation von jüdischen Flüchtlingen aus Palästina zu sabotieren, die größtenteils auf den Schiffen Milos, Pacific und Atlantic vor der Verfolgung in Europa nach Palästina geflüchtet waren. Als die Bombe am 25. November 1940 detonierte, beschädigte sie das Schiff stärker als geplant und die Patria sank. Ein Großteil der an Bord befindlichen Menschen konnte gerettet werden. Vermutlich kamen 267 Personen ums Leben.
Der UN-Teilungsplan für Palästina von 1947 sah im Jahr 1948 die Gründung eines arabischen und eines jüdischen Staates vor. Haifa sollte Teil des jüdischen Staates werden. Seit der Zeit der britischen Herrschaft bildeten Juden in Haifa (wie auch in Jerusalem und Tel-Aviv) die Bevölkerungsmehrheit. Für einige neue jüdische Ortschaften waren bereits Teile der Sümpfe um das Mündungsgebiet des Kischon trockengelegt worden.

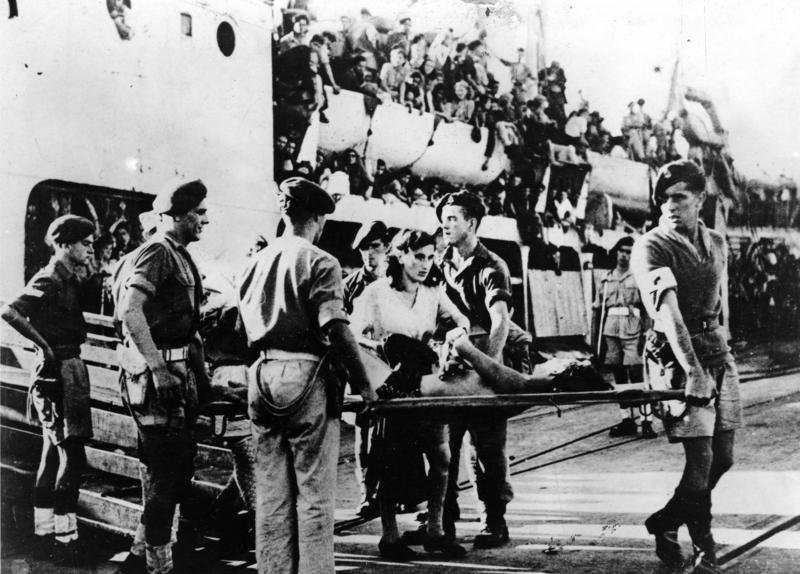
8. Oktober 1947: Kranke jüdische Einwanderer werden von Bord des Schiffes Jewish State gebracht, bevor das Schiff nach Britisch-Zypern weitergeleitet wird.

Vor der Gründung des Staates Israel im Jahr 1948 lebten rund 62.500 Araber in Haifa. Für den Fall der Umsetzung der Gründung eines jüdischen Staates kündigten das Königreich Ägypten, das Königreich Irak, Syrien und Transjordanien die Invasionen ihrer Streitkräfte an. Am 7. Dezember 1947 gründete sich auf Initiative des Bankiers Raschid al-Hadsch Ibrahim das 15-köpfige örtliche arabische Nationalkomitee (NC) unter seinem Vorsitz als Vertretung der muslimischen und christlichen arabischen Haifaer Bürger. Wie die leitenden Vertreter der zionistischen Juden in der Stadt trat Raschid al-Hadsch Ibrahim dafür ein, in der Stadt Kampfhandlungen zu vermeiden.
In Erwartung des durch die Nachbarstaaten angekündigten Krieges verließen vor allem nichtjüdischen Araber mit verwandtschaftlichen Verbindungen ins Ausland und solche, die ihren Aufenthalt außer Landes finanzieren konnten, Palästina auf Zeit,:95 um nach dem erhofften arabischen Sieg zurückzukehren. Bis Mitte März 1948 hatten laut Beobachtungen Raschid al-Hadschs 25.000 bis 30.000 Araber Haifa verlassen.:107 Viele flohen auch unter dem Eindruck von Angriffen auf Zivilisten in Balad al-Scheich (heute Nescher) und anderen Orten oder infolge der Nachricht vom Massaker in Deir Jassin vom 9. April 1948.
Im Vorfeld des Einmarsches der arabischen Nachbarstaaten mühten sich Juden und Araber im Land, auch mit Gewalt Positionen einzunehmen oder zu halten, die im bevorstehenden Krieg strategisch wichtig sein konnten, was sich zum Bürgerkrieg auswuchs. Ab Dezember 1947 sickerte die aus Freiwilligen gebildete irreguläre Arabische Befreiungsarmee in Palästina ein und beteiligte sich am Bürgerkrieg. Nach Rückzug der Briten aus dem Stadtgebiet in den Hafen Haifas kam es ab 21. April 1948 zu Gefechten zwischen arabischen und jüdischen irregulären Streitkräften. Die jüdische Irgun terrorisierte arabische Zivilisten,:100seq. jüdische Kämpfer erlangten die Oberhand in Haifa, und am 22. April 1948 lag ein Zehn-Punkte-Waffenstillstand zur Unterschrift bereit, worin die jüdische den Schutz und Verbleib der nichtjüdischen Zivilisten zusicherten, wohingegen die arabischen Kämpfer ihre Waffen niederlegen und den Briten übergeben, ausländische Kämpfer in Reihen der Araber sich der Hagana stellen, die sie eskortiert des Landes verweisen würden.:52
Während arabische Juden in Haifa verblieben, verließen bis Ende April 1948 viele nichtjüdische arabische Haifaner die Stadt, auch al-Ḥaǧǧ Ibrahim, der seinerzeit 62-jährige Vorsitzende des arabischen lokale Nationalkomitees (NC).:38 Der Bankier Farid Saʿad, die Anwälte Elias Koussa und George Muʿammar, Victor Khayyat (ein US-Amerikaner und Honorarkonsul Spaniens in Haifa) sowie Anis Nasr (Richter am Distriktsgericht Jaffa) bildeten einen fünfköpfigen Akutausschuss des Nationalkomitees, um den britischen Befehlshaber der Stadt, Hugh Stockwell, dessen Soldaten sich aber schon auf den Hafen und bestimmte hafennahe Bereiche zurückgezogen hatten, um Hilfe zu bitten.:52 Stockwell fand sich sehr zum Leidwesen der fünf nur bereit, den zur Unterschrift bereitliegenden Waffenstillstand inhaltlich zu bezeugen. Der Akutausschuss verschleppte die Unterschrift, statt selbst – zum Schutz der arabischen Bevölkerung vor den überlegenen jüdischen Kräften –, die Aufgabe zu beschließen, wartete man vergeblich auf syrische Anweisungen aus Damaskus, während arabische Haifaner in den britisch kontrollierten Hafen drängten, um von dort per Schiff zu entkommen.:54
Im Rathaus trafen die fünf arabischen Abgesandten die vertrauenswürdigen Schabtai Levy, seit 1934 Vizebürgermeister Haifas, und den Anwalt Jaʿaqov Solomon (יעקב סלומון; 1905–1980), mit denen sie persönlich befreundet waren. Doch sie zögerten weiter, baten noch einmal eine Beratungsfrist von 90 Minuten aus, um dann nicht den Waffenstillstand mit zugesichertem Verbleib der arabischen Haifaner per Unterschrift zu wählen, sondern die Ausschiffung, unter sehr beschränkter Möglichkeit Habe mitzunehmen.:54   Auf Geheiß des NC Haifas verließen die meisten nichtjüdischen arabischen Haifaner per Schiff, jedoch konnte es – ohne Machtmittel seit die arabischen Kämpfer sich ergeben hatten – die zu Evakuierenden nur mit Worten dazu bewegen. Die New York Times berichtete, „die Massenevakuierung, zum Teil aus Angst, zum Teil durch Anweisungen der arabischen Führer verursacht, hinterließ das arabische Quartier von Haifa als Geisterstadt.“
Jamal al-Hussayni, Präsident des AHC, erklärte in der Sitzung zum Auszug nichtjüdischer Araber aus Haifa in der UNO am 23. April 1948: „Die Araber wollten sich nicht einem Waffenstillstand unterwerfen, der Schande gebracht hätte, und zogen es vor, ihre Wohnungen aufzugeben, ihre Habseligkeiten und alles, was sie auf dieser Welt besaßen, und die Stadt zu verlassen. Das haben sie tatsächlich getan.“ Auch die meisten nichtjüdischen Stadtväter verließen die Stadt, in der Verwaltung der Stadt verblieben hauptsächlich Juden. Es blieben etwa 3.000 arabische Nichtjuden in Haifa,:152 nach anderen Angaben ca. 15.000 Araber, die dem arabischen Druck, die Stadt zu verlassen, nicht nachgegeben hatten.

### Im Staat Israel (seit 1948)
Am 14. Mai 1948, Stunden vor Ablauf des britischen Mandats um Mitternacht und dem Abzug der letzten britischen Einheiten via Haifa, verlas David Ben-Gurion die Erklärung der Unabhängigkeit Israels im bereits geräumten Tel Aviv. In Haifa ging die Gründung des Staates Israel feierlich über die Bühne, da Juden schon drei Wochen vorher die Hafenstadt komplett eingenommen hatten. In vielen anderen Gegenden des Landes marschierten die Armeen Ägyptens, Transjordaniens, des Iraks und Syriens ein und führten den Krieg um Israels Unabhängigkeit, in dem die kämpfenden Parteien gewisse Linien erlangten, die sie 1949 im Waffenstillstand als Grüne Linie zwischen den Stellungen der Kriegsgegner fixierten.
Einen Friedensschluss lehnten die arabischen Kriegsparteien ab, entsprechend gab es keine grenzüberschreitende Reiseregelung. So blieben die internationalen Eisenbahnlinien (HBT-Linie und die alte Jesreʾeltalbahn) eingestellt. Eine Pipeline aus dem Königreich Irak wurde ebenfalls gesperrt, so dass kein Ölexport über Haifa mehr erfolgte. Damit hatte der Hafen sein ausländisches Hinterland verloren, nahm aber die zentrale Stellung für Israel ein, das ohne für Güterverkehr offene Landgrenzen diesen außer per teurer Luftfracht nur per Seefracht abwickeln konnte. Haifa wurde zunächst auch Ziel vieler Schiffe mit jüdischen Flüchtlingen, die den Holocaust überlebt hatten. Deren Zahl erreichte zwischen Mitte Mai 1948 und Ende 1951 etwa 3000 Personen pro Woche. Neben europäischen, landeten in jenen Jahren auch arabische Juden, die ihre nordafrikanischen Heimatregierungen vertrieben hatten, im Hafen Haifas an. Insgesamt ließen sich in diesem Zeitraum rund 40.000 Neueinwanderer im Zentrum von Haifa nieder.

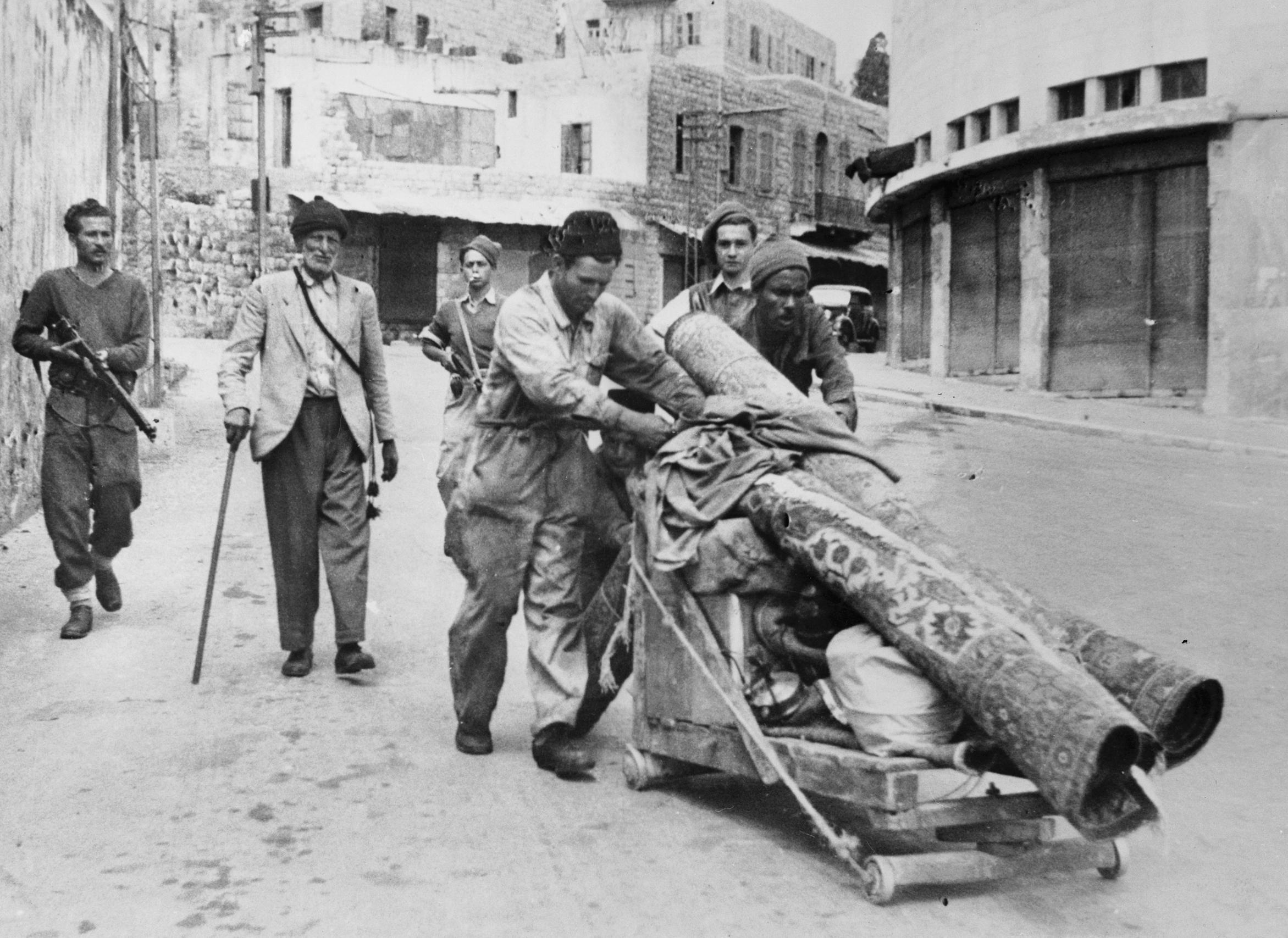
Militär geleitet arabische nichtjüdische Haifaner mit Habe bei der Zwangsumsiedlung ins Wadi Nisnas, Juli 1948

Nichtjüdische Araber, die geblieben waren, stellte die provisorische Regierung Israels zunächst unter Militäraufsicht mit beschränktem Bewegungsradius. Dazu wies die Regierung arabischen Haifanern Wohnsitze im Viertel Wadi Nisnas an, das in der Mandatszeit das Gros der zuziehenden Christen aufgenommen hatte.:151 Viele verbliebene arabische Haifaner waren katholische Melkiten. Nach Aufhebung der Aufsicht 1966 konnten alle arabischen Haifaner ihren Wohnsitz wieder frei wählen und sich frei bewegen.
In die leer stehenden Wohnstätten der geflohenen nichtjüdischen arabischen Haifaner quartierten die Behörden arabische jüdische Flüchtlinge und Vertriebene aus Ägypten, Irak, Jemen, Libyen, Marokko oder Syrien ein, unter anderem im zuvor von arabischen Nichtjuden bewohnten Viertel Wadi Salib. Im Jahr 1952 gründeten der Maki-Politiker Emile Habibi und der Trotzkist Jabra Nicola in Haifa die marxistische Zeitung al-Jadid (الجديد, DMG al-Ǧadīd ‚Der Neue‘). Am 9. Juli 1959 kam es zu den ersten Protesten der Mizrachim in Israel gegen ihre Diskriminierung durch aschkenasische Elite, denen am 11. Juli Ausschreitungen in anderen Orten folgten. Autos und Geschäfte wurden beschädigt und die Lokale der Histadrut und Mapai angegriffen. 13 Polizisten wurden verletzt, 34 Demonstranten festgenommen.
Haifa wurde durch das fortgesetzte Wachstum zur flächenmäßig größten israelischen Stadt. Durch die Topographie und die Höhenunterschiede haben sich drei Zentren entwickelt: Das erste Zentrum bildet die Unterstadt (hebräisch עִיר תַּחְתִּית ʿĪr Tachtīt) unmittelbar am Hafen. Hier, am Fuß des Berges, liegen die meisten Wohnungen ärmerer arabischstämmiger jüdischer und arabische Israelis. Das zweite Zentrum ist die Terrasse von Hadar ha-Karmel, es ist das Haupteinkaufs- und Vergnügungszentrum mit Verwaltungsgebäuden und Ämtern. Das dritte Zentrum liegt auf dem Kamm des Karmel mit Kulturinstitutionen wie Theater und Konzerthallen, außerdem Hotels, Cafés und gehobenen Geschäfte. Hier liegen auch die Universitäten, die 1963 neu gegründete Universität Haifa und der neue Campus des knapp 40 Jahre älteren Technions, inmitten bewaldeter Erholungsgebiete.
Nach dem Zerfall der Sowjetunion 1991 hat Haifa 40.000 russische Juden aufgenommen. Das wachsende Israel brachte auch wachsenden Seegüterverkehr mit sich, so dass in Aschdod ein zweiter, voll funktionsfähiger Überseehafen entstand, der 1965 in Betrieb ging. Im 21. Jahrhundert dann machte Aschdods Hafen gelegentlich demjenigen Haifas den Rang als wichtigster des Landes streitig.

## Terroranschläge und Raketenbeschuss
- Am 2. Dezember 2001 wurden bei einem Selbstmordattentat in einem vollbesetzten Linienbus 16 Menschen getötet und mehr als 60 verletzt.[46]
- Am 31. März 2002 starben bei einem erneuten Selbstmordanschlag eines Palästinensers mindestens 15 Menschen, rund 45 wurden zum Teil schwer verletzt. Der Selbstmord-Attentäter sprengte sich im Restaurant „Matza“ im Haifaer Stadtteil Neve Sha´anan in die Luft. Inhaber des Restaurants war ein israelischer Araber und viele Araber verkehrten dort. Es galt als ausgeschlossen, dass palästinensische Terroristen ein arabisches Lokal als Ziel auswählen würden.[47]
- Am 5. März 2003 verübte ein Selbstmordattentäter einen weiteren Anschlag auf einen Egged-Bus der Linie 37, auf der Moriah-Avenue. 17 Passagiere wurden getötet, darunter 14 Passagiere im Alter zwischen 12 und 22 Jahren.
- Am 4. Oktober 2003 zerstörte ein Selbstmordattentat das Restaurant „Maxim“, ein Symbol für das Miteinander seiner jüdischen und christlich-arabischen Eigentümer, vollständig.
- Im Israel-Libanon-Konflikt 2006 gerieten Haifa und Umgebung durch die Hisbollah unter Beschuss von Katjuscha-Raketen und Raketen neuerer Bauart, die vermutlich aus dem Iran stammten. Es gab mehrere Tote. Unter anderem wurden Eisenbahnanlagen, das Industriegebiet und der Hafen getroffen.

## Bürgermeister
- 1873–1877: Najib Effendi al-Yasin
- 1878–1881: Ahmad Effendi Jalabi
- 1881–1884: Mustafa Bey al-Salih
- 1885–1903: Mustafa Pasha al-Khalil
- 1904–1910: Jamil Sadiq
- 1910–1911: Rif'at al-Salah
- 1911–1913: Ibrahim al-Khalil
- 1914–1920: Hassan Shukri
- 1920–1927: Abd al-Rahman al-Haj
- 1927–1940: Hassan Shukri
- 1940–1951: Schabtai Levy
- 1951–1969: Abba Chuschi
- 1969–1973: Moshe Flimann
- 1974–1975: Yosef Almogi
- 1975–1978: Jerucham Zeisel
- 1978–1993: Arie Gur'el
- 1993–2003: Amram Mitzna
- 2003 (interim): Giora Fischer
- 2003–2018: Jona Jahav
- 2018–2024: Einat Kalisch-Rotem[48]
- Seit 2024: Jona Jahaw[49]

## Religionen und Ethnien

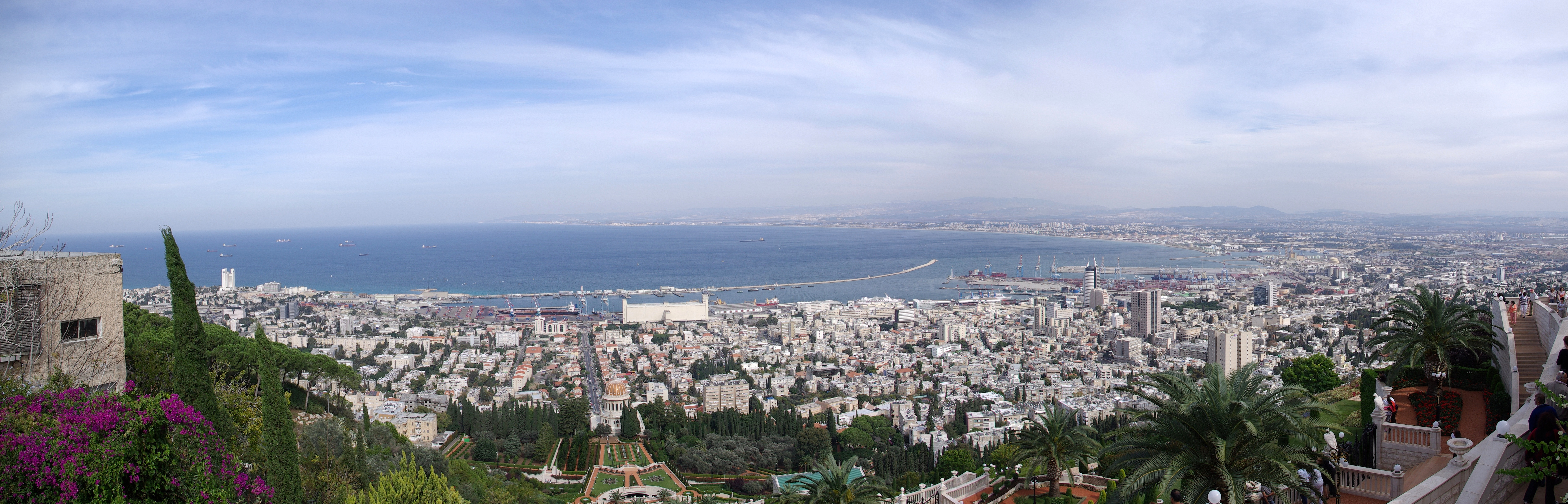
Panorama Haifas mit Schrein des Bab, Dagonsilo und Hafen

Mit dem traditionellen Charakter Haifas als Arbeiterstadt hängt ein gewisser Pragmatismus seiner Bewohner im Umgang miteinander zusammen. Ethnische oder religiöse Auseinandersetzungen sind selten. Der Einfluss Religiöser ist relativ gering; nur ca. drei Prozent der jüdischen Bevölkerung sind Charedim (gegenüber rund 14 Prozent im Landesdurchschnitt). Etwa 67 Prozent der jüdischen Einwohner gelten als säkular (gegenüber circa 44 Prozent im Landesdurchschnitt). Der vergleichsweise geringe Einfluss der Religion ist daran erkennbar, dass Haifa bis 2019 die einzige Stadt in Israel war, in der auch an Sabbat öffentliche Verkehrsmittel fahren. Haifa gilt als einer der wenigen Orte in Israel, an denen arabische wie nichtarabische Juden und nichtjüdische Araber ohne größere Spannungen zusammenleben.

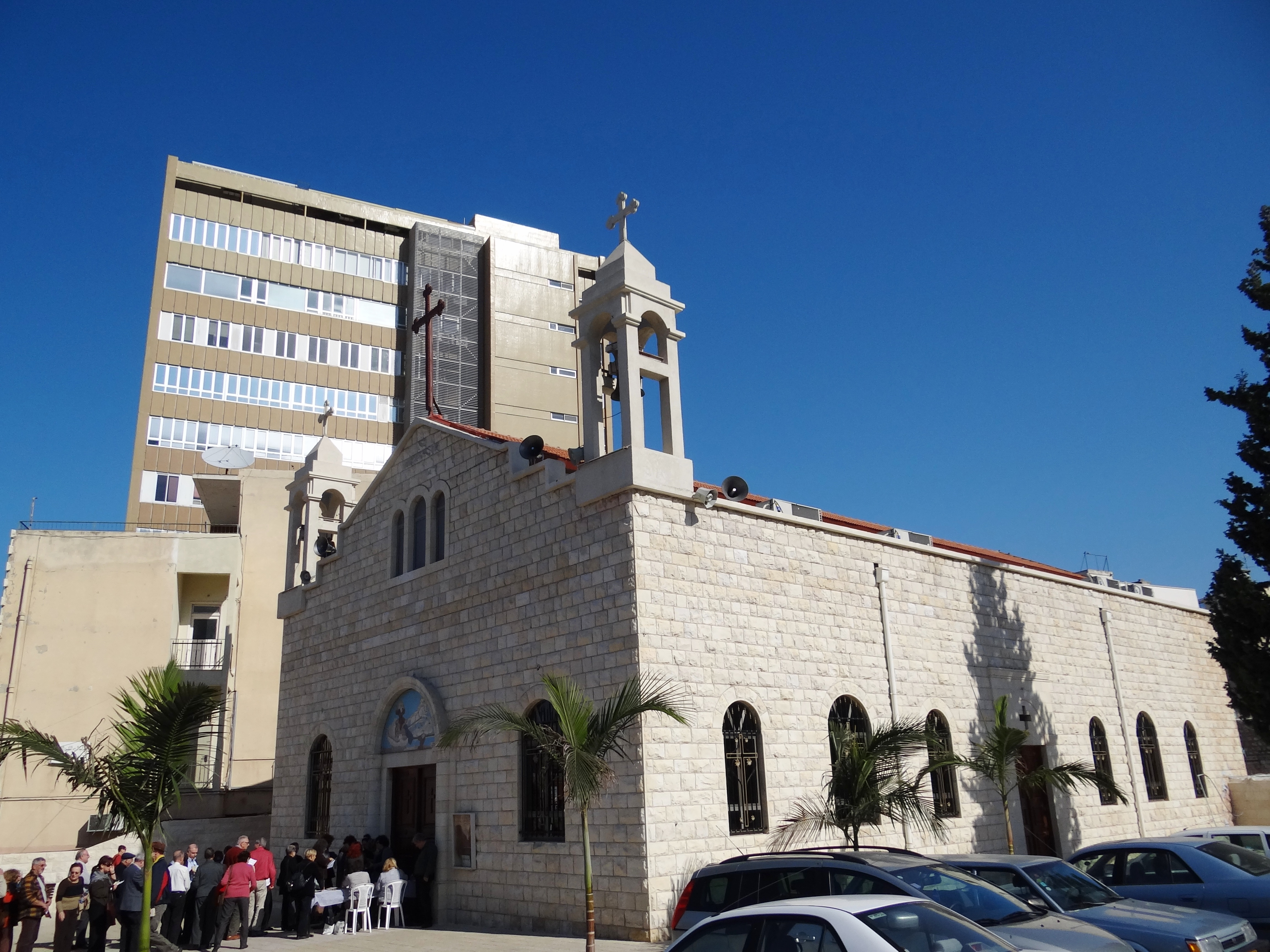
Prophet-Elias-Kathedrale von Südwesten, 2011

Arabische Israelis bilden nach offiziellen Angaben 14 Prozent und nach inoffiziellen Angaben mehr als 18 Prozent der gesamten Stadtbevölkerung. 23 Prozent der Bevölkerung des Bezirks Haifa (einschließlich der Stadt) und 52 Prozent der Bevölkerung des Nordbezirks, der zum Einzugsgebiet der Stadt zählt. (Im Landesdurchschnitt sind ca. 20 Prozent der Israelis Araber.) Während im Zentrum des Landes rund 95 Prozent der arabischen Bevölkerung muslimisch sind, sind es im Bezirk Haifa rund 81 Prozent und im angrenzenden Nordbezirk rund 71 Prozent. An der Universität Haifa studieren ca. 40 Prozent arabische Studenten. Der Rest sind arabische Christen sowie Drusen. Unter Israels Städten hat Haifa nach Nazareth in absoluten Zahlen die zweitgrößte christliche Bevölkerungsgruppe. Mit gut 7 % Christen unter allen Haifanern belegt die Stadt nach Prozenten Rang 25 in Israel. Von den 20.000 Christen (2021) unter den Einwohnern der Stadt waren 16.100 (80 %) Israelis arabischer oder arabisierter Ethnizität, die einschließlich von Muslimen und Drusen in Haifa insgesamt etwa 31.000 Personen zählten. Haifa ist mit zwei Kathedralen ein christliches Zentrum: Die Ludwigskathedrale, von 1883 bis 1889 ist Sitz des Bischofs der maronitischen Erzeparchie Haifa e Terra Santa, während die melkitisch-katholische Erzeparchie Akka mit der Prophet-Elija-Kathedrale von 1939 ihre Bischofskirche ebenfalls in der nordisraelischen Metropole angesiedelt hat.

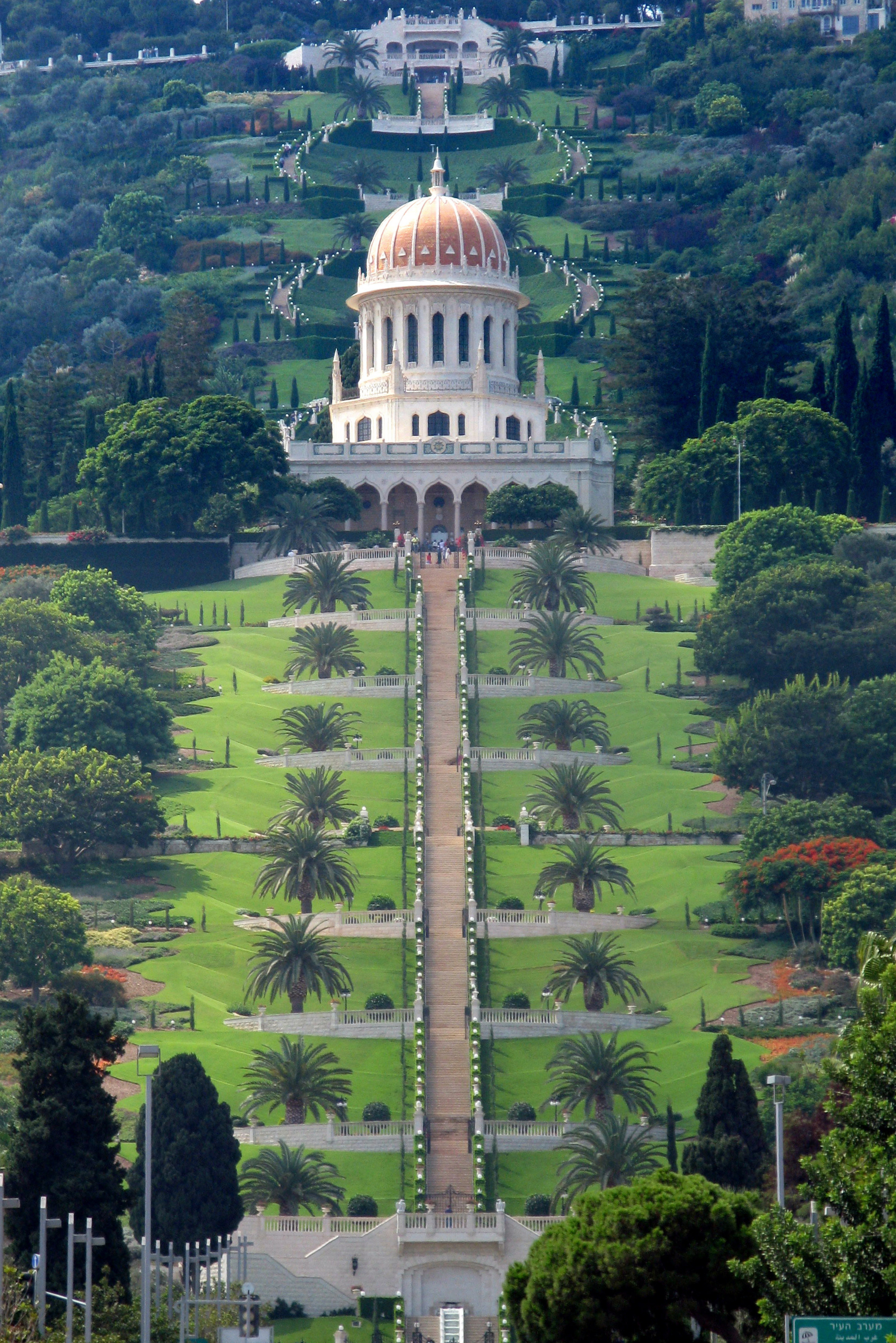
Schrein des Bab (Bahai)

Neben Juden, Christen, Drusen und Muslimen gibt es in Haifa eine weitere Glaubensgemeinschaft: Inmitten der nördlichen Hangstruktur des Karmel befindet sich das Weltzentrum der Bahai, Mitglieder einer in Persien entstandenen und von dort vertriebenen neuzeitlichen Weltreligion.
Auf dem Berg Karmel befindet sich auch das Karmelitenkloster Stella Maris und ein christlicher Wallfahrtsort: die Höhle, in der der Prophet Elija gewohnt haben soll. Die Stella-Maris-Kirche gilt als das Marienheiligtum des Heiligen Landes. Ebenfalls auf dem Karmel auf dem Technioncampus befindet sich die Ohel-Aharon-Synagoge.
Im Stadtviertel Kababir leben Angehörige der Ahmadiyya, einer selbstständigen islamischen Glaubensgemeinschaft, und unterhalten die Mahmud-Moschee.

## Stadtbild

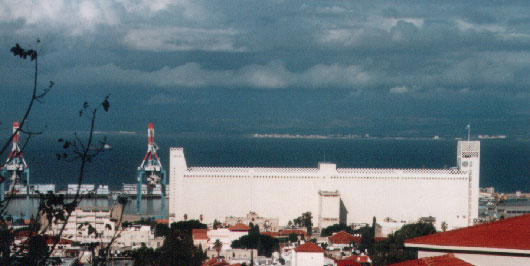
Dagonsilo von Klarwein, 1951–55

Den besten Blick über die gesamte Stadt bietet die Louis Promenade, eine Aussichtsstraße, die sich im oberen Teil Haifas am Hang entlangzieht. Von dort kann man die Bucht von Haifa überblicken und bei guter Sicht bis zum Hermongebirge sehen. Die Louis Promenade führt auch zum oberen Eingang der Hängenden Gärten der Bahai (siehe Religionen und Ethnien), die seit ihrer Eröffnung im Jahre 2001 das Stadtbild dominieren und von Amram Mitzna aufgrund ihrer beeindruckenden Architektur als achtes Weltwunder bezeichnet wurden. 2008 wurde der Schrein des Bab, der als Wahrzeichen der Stadt gilt, von der UNESCO zum Weltkulturerbe ernannt.
An den unteren Eingang der Bahai-Gärten schließt sich die Ben-Gurion-Straße mit der deutschen Siedlung an (siehe Geschichte), wo sich auch die Touristeninformation, Restaurants und ein Stadtmuseum (im ehemaligen Gemeindezentrum der Tempelgesellschaft) befinden.
Im Bereich des Hafens ist das Dagonsilo, 1953–55 von Ossip Klarwein, zur Speicherung von Getreide das auffälligste Gebäude. Mit einer Höhe von 68 Metern beherrscht das Silo selbst von höher gelegenen Stadtteilen den Blick auf die Bucht. Im Küstenbereich bestimmen Industrieanlagen und Verkehrsadern das Stadtbild. Strände gibt es im Stadtbereich kaum, erst in den letzten 2010er Jahren wurden südlich der Stadt an der Karmelküste gezielt Strände erschlossen, um Haifa für den Tourismus interessanter zu machen.
Auf halber Höhe des Berges befinden sich verschiedene öffentliche Bauwerke, die Fußgängerzone und das erste Gebäude des Technion, der 1925 eröffneten technischen Hochschule.

## Wirtschaft und Infrastruktur

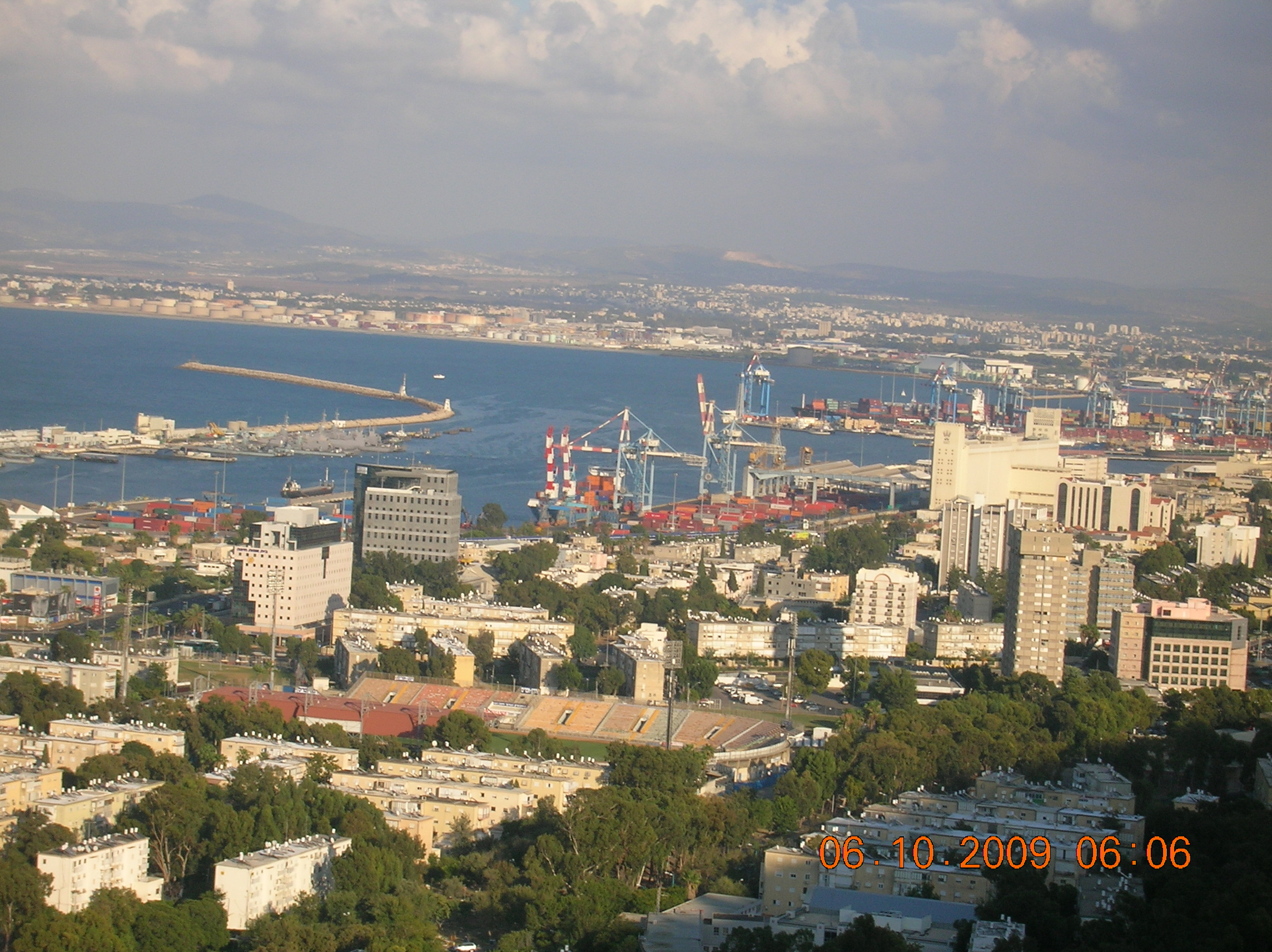
Teilansicht der Marinebasis Haifa Liegeplätze an der Außenmole

### Überblick
Haifa ist außer durch seine Geographie vor allem durch seine Eigenschaft als Industriestandort geprägt. Der Hafen hat einen Jahresumschlag von rund 20 Millionen Tonnen. In seiner Nähe liegt eine der beiden israelischen Raffinerien.

### Verkehr
Durch die Lage am Nordhang des Karmelgebirges muss sich die Verkehrsführung in Haifa relativ stark den geographischen Gegebenheiten anpassen. Die meisten größeren Straßen (, , , welche letztere per Tunnel den Karmel durchsticht) sowie die Gleisanlagen der israelischen Eisenbahn verlaufen daher im flachen unteren Teil der Stadt am Fuß des Karmelgebirges.
Wichtigstes öffentliches Verkehrsmittel für den städtischen wie überörtlichen Verkehr sind die Busse der Buskooperative Egged. Der zentrale Anlaufpunkt der Buslinien war bis Ende 2001 der zentrale Omnibusbahnhof Haifa Bat Gallim. Dieser Busbahnhof war über einen Tunnel mit dem gleichnamigen Bahnhof der Israel Railways verbunden. Seit am 1. Januar 2002 der neue Busbahnhof haMifratz neben dem im Vorjahr eröffneten gleichnamigen Bahnhof in Betrieb ging, enden die von Norden kommenden Linien dort. Ende 2003 wurde mit Chof haKarmel ein weiterer neuer Busbahnhof im Südwesten der Stadt eröffnet, die Bussteige am Busbahnhof Bat Gallim wurden daraufhin geschlossen und zwischen den beiden neuen Busbahnhöfen wurde ein Pendelverkehr eingerichtet. Durch die Lage der neuen Busbahnhöfe an den entgegengesetzten Enden der Stadt müssen die überörtlichen Linien nicht mehr die Innenstadt durchqueren.

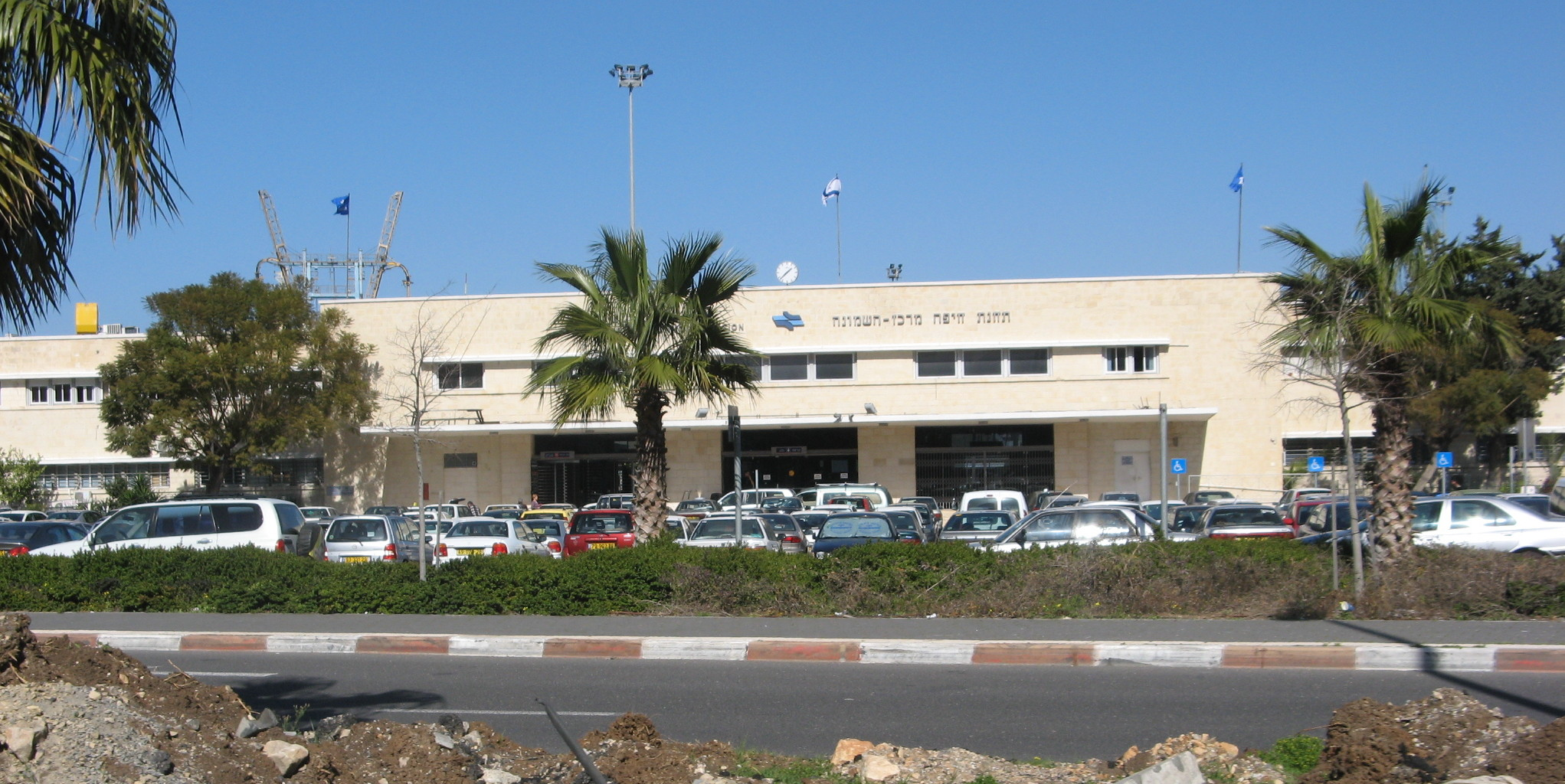
Haifa Merkaz – haSchmona

Die Eisenbahn spielt im Stadtverkehr eine vergleichsweise geringe Rolle, da sie mit der Hauptlinie nur die Stadtviertel am Meer bedient. Haifa hat sechs Bahnhöfe an der Hauptlinie nach Tel Aviv und Naharija. Innerhalb der Stadtgrenzen liegen die Bahnhöfe Haifa Chof haKarmel, Haifa Bat Gallim, Haifa Merkaz – haSchmona (Mitte), Haifa Merkasit haMifratz; Chutzot haMifratz und Qirjat Chaim (von Süden nach Norden; die ehemalige Stadt Qirjat Chaim ist inzwischen ein Stadtteil Haifas). Haifa wurde 2008 von zwei Intercitylinien bedient, die im Norden bis Naharija verkehren; im Süden führen die Küstenbahn der Hauptlinie entlang der Mittelmeerküste durch Tel Aviv nach Beʾer Scheva bzw. von Tel Aviv über den Flughafen Ben Gurion nach Modiʿin bzw. Jerusalem. Zwischen Haifa Chof haKarmel im Süden und Qirjat Motzkin im Norden verkehrt außerdem eine Vorortlinie. 2016 wurde mit der Neuen Jesreʾ eltalbahn wieder eine Bahnverbindung von Haifa nach Beit Scheʾan eröffnet, die die 1948 bis 1951 abschnittsweise aufgegebene und demontierte alte Jesreʾeltalbahn ersetzt. 2018 folgte die Karmiʾelbahn nach Karmiʾel. Eine Schnellstraßenbahn nach Nazareth ist in Planung.
Seit 1959 verfügt Haifa außerdem über eine als U-Bahn bezeichnete unterirdische Standseilbahn, die Karmelit. Nach einem schweren Brandschaden ruhte der Verkehr seit dem 4. Februar 2017. Mit neuen Waggons eröffnete die Bahn am 4. Oktober 2018 wieder den Betrieb. Momentan befindet sich das Spurbussystem Metronit im Bau, das im Endausbau den Norden von Haifa sowie die Krajot erschließen wird.
Bis vor einigen Jahren bestanden zwei Fährverbindungen von Athen (Piräus) über Zypern nach Haifa, mit denen Haifa von Europa aus mit dem eigenen Kraftfahrzeug zu erreichen war. Diese Verbindungen liegen derzeit still. Haifa hat seit 1934 mit dem Flughafen Haifa einen kleinen Flughafen für Inlandsflüge.

### Ansässige Unternehmen

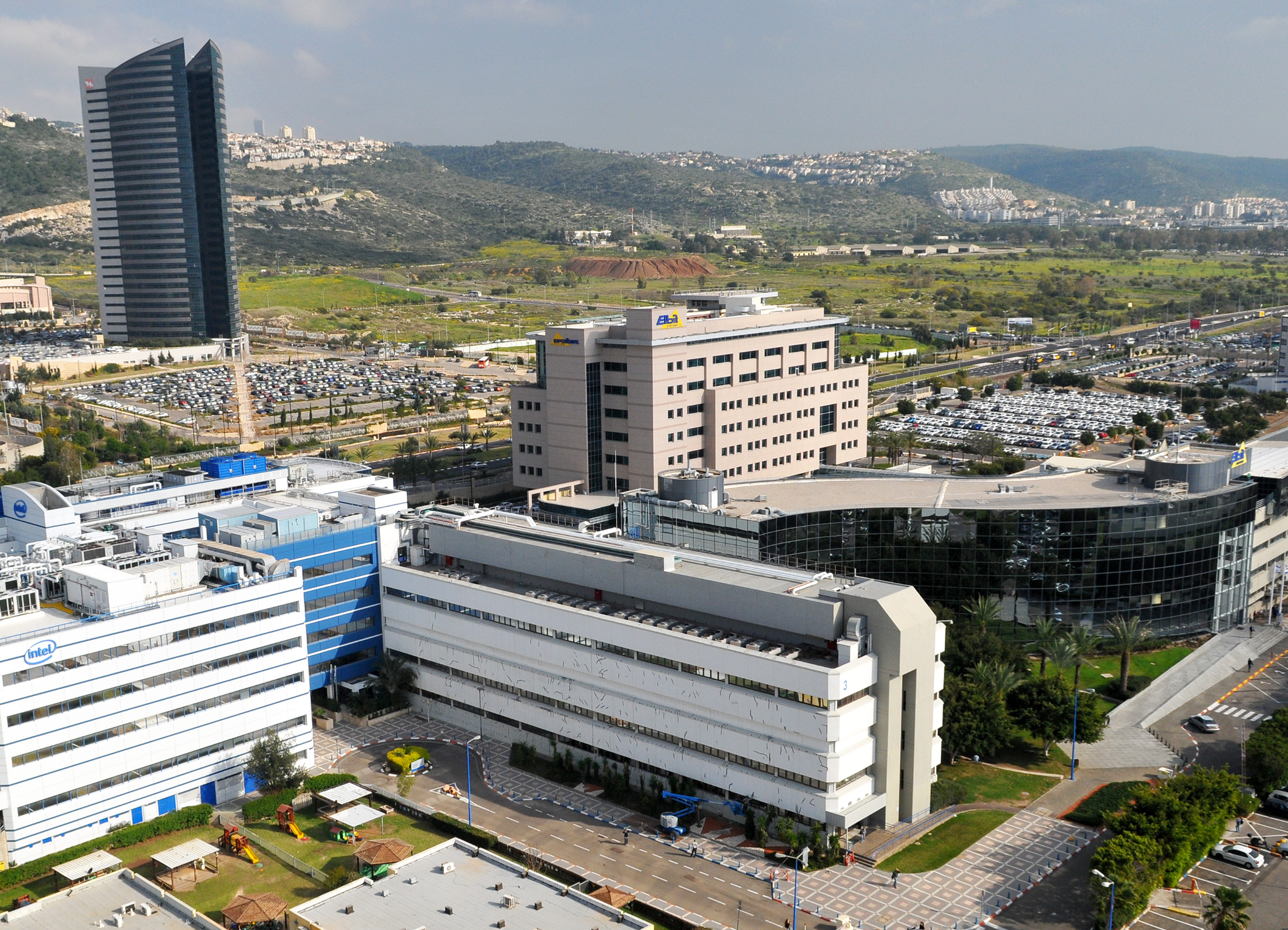
Matam hi-tech park an der Universität Haifa

Im Matam Park, gelegen am südlichen Eingang der Stadt, haben viele internationale und israelische Firmen Produktions- und Forschungseinrichtungen errichtet. Zu diesen Firmen gehören Philips, Intel, IBM, Elbit, Zoran, Microsoft und Amdocs.
Die Haifa Group betreibt mit Haifa Chemicals einen weithin bekannten Produktionsstandort der wegen des sehr großen örtlichen Ammoniak-Tanks Anfang 2017 in den Schlagzeilen auftauchte.
Israels größter Technologiekonzern, die Israel Electric Corporation, hat ihren Hauptsitz im IEC Tower.

### Pipeline
Eine Pipeline von der türkischen Hafenstadt Ceyhan nach Haifa ist geplant, das Projekt trägt den Namen Med Stream. Es sollen Erdgas, Rohöl, Elektrizität und Wasser transportiert werden. Die Kirkuk–Haifa Ölpipeline belieferte zwischen 1935 und 1948 die Öl- und chemische Industrie in Haifa.

### Bildung

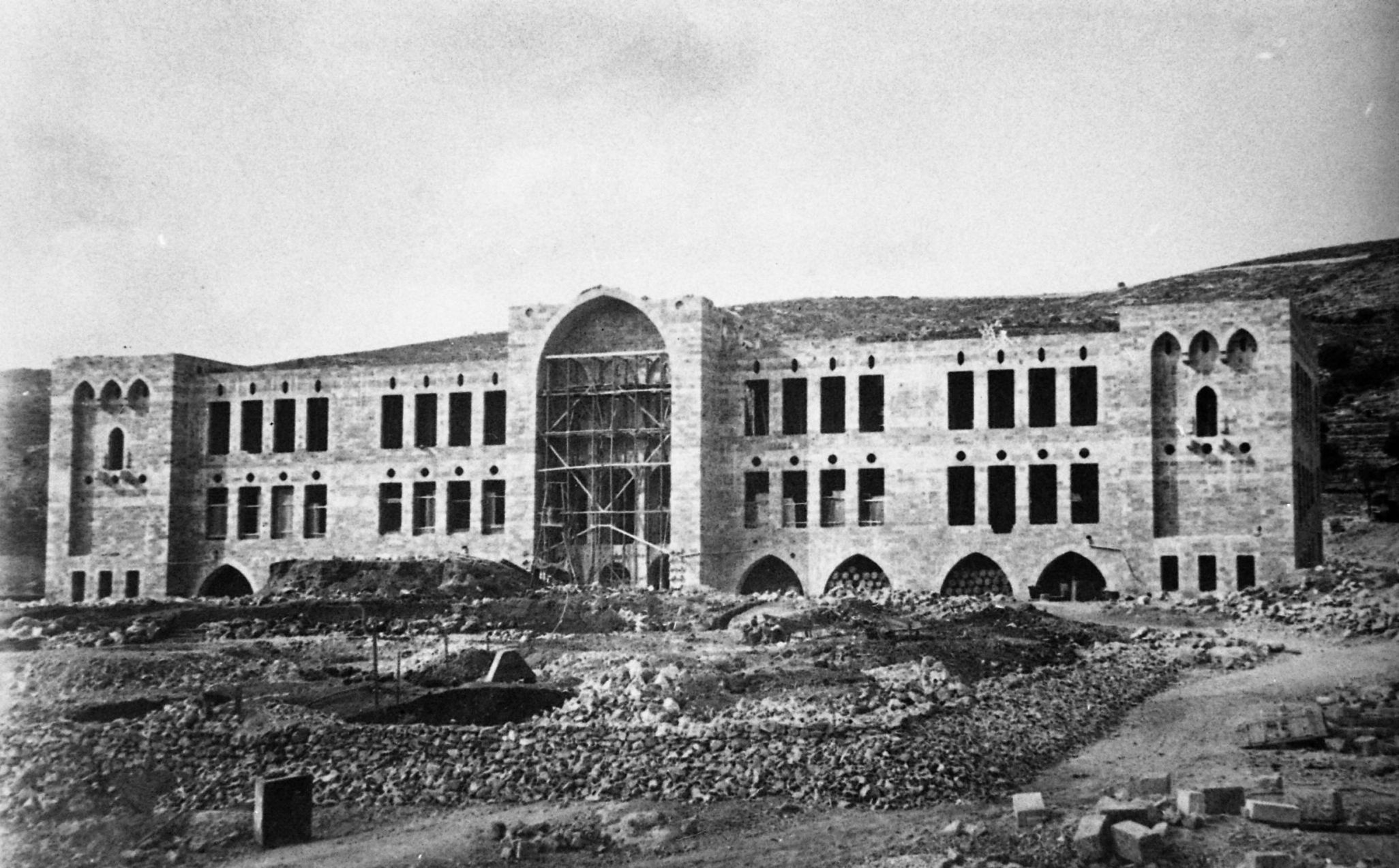
Das Technion Baerwalds im Bau, Aufnahme von 1913.

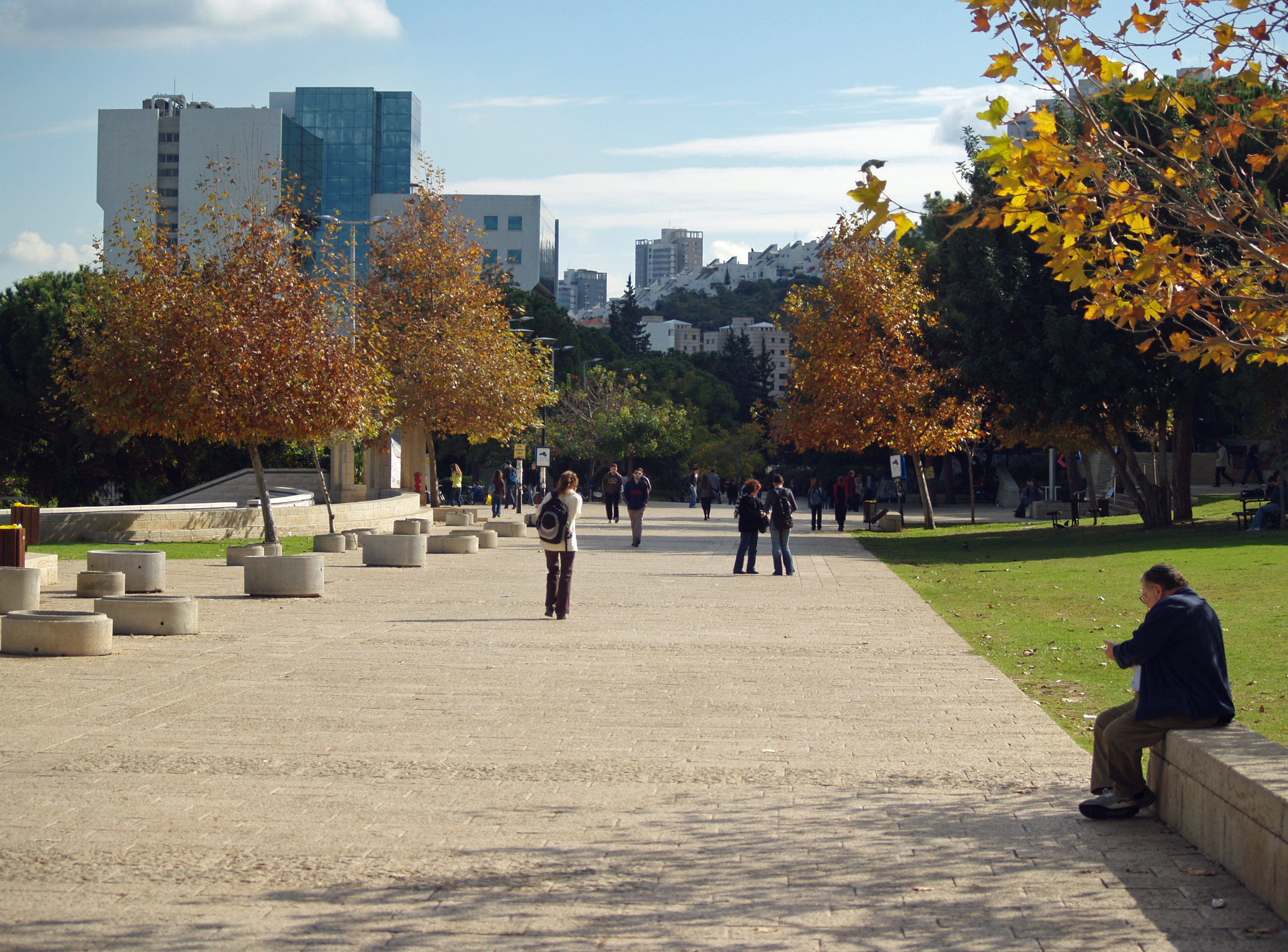
Das Technion – „Israels MIT“

Haifa hat seit 1963 eine Universität mit etwa 18.000 Studenten sowie das Technion mit rund 13.000 Studenten.
Eine weitere wichtige Institution der Bildungslandschaft ist das vom aschkenasischen Einwanderer Pinchas Ruthenberg gegründete Rutenberg Institute for Youth Education.
Bemerkenswert wegen der Erziehung zu Frieden und Koexistenz zwischen Juden und Arabern ist die Tätigkeit des Leo-Baeck-Erziehungszentrums.

## Einwohnerentwicklung
| Jahr | Einwohner gesamt               | Jüdische Einwohner |
| ---- | ------------------------------ | ------------------ |
| 1922 | 024.000                        | 006.000            |
| 1931 | 050.000                        | 016.000            |
| 1936 | 100.000                        | 050.000            |
| 1938 | 099.000                        | 048.000            |
| 1945 | 138.000                        | 075.500            |
| 1947 | 140.000                        | 074.000            |
| 1948 | 098.600                        | 085.600            |
| 1950 | 140.000                        | 122.000            |
| 1952 | 150.000 (Ballungsraum 50.000)  |                    |
| 1961 | 183.000                        | 173.500            |
| 1970 | 217.000                        | 204.000            |
| 1980 | 230.000 (Ballungsraum 150.000) | 214.000            |
| 1985 | 225.000                        | 205.700            |
| 1994 | 246.700                        | 221.700            |
| 2000 | 270.500                        | 227.400            |

Ergebnisse der Volkszählungen → Tabelle der Stadtverwaltungen

## Kultur und Sehenswürdigkeiten

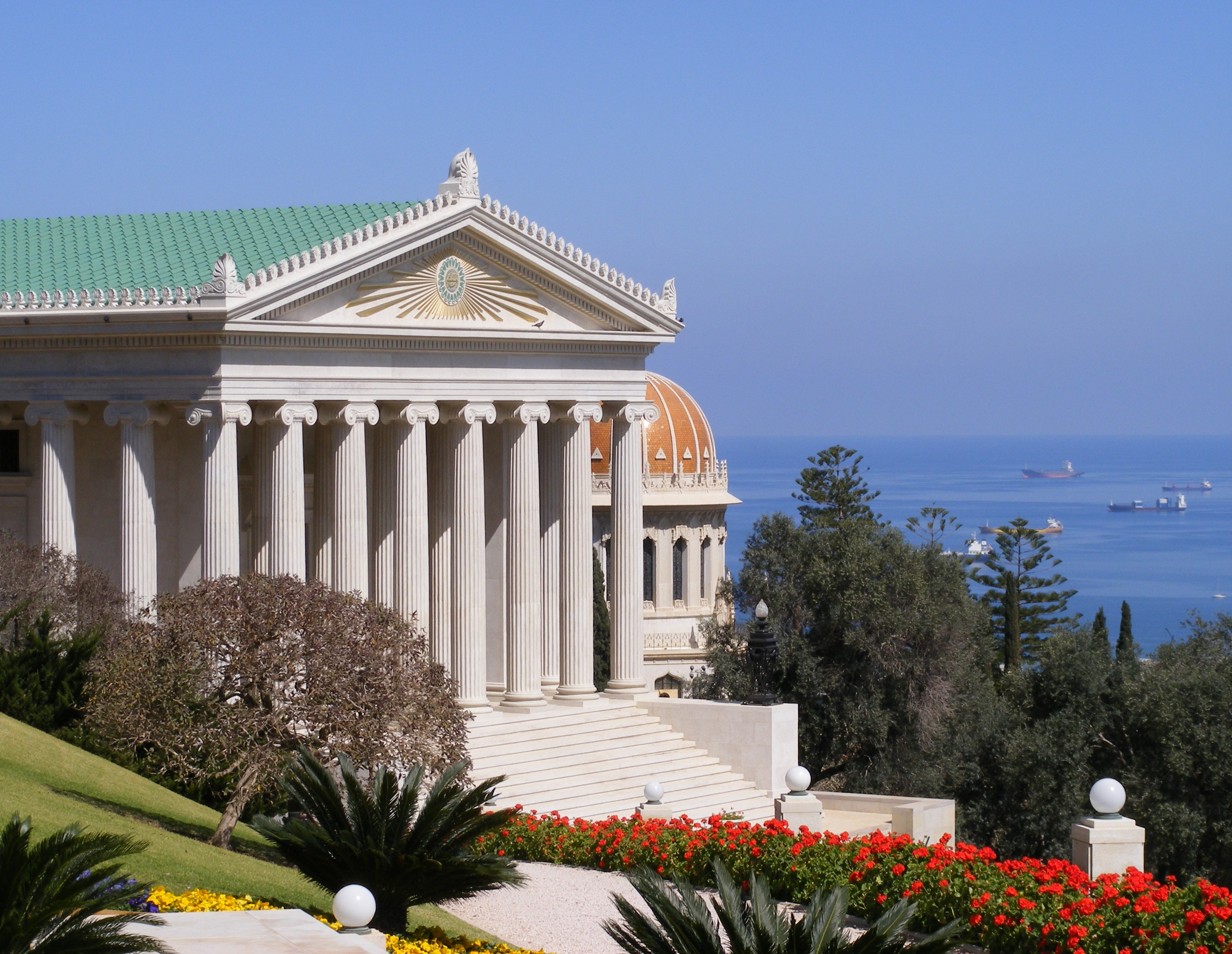
Internationales Archivgebäude mit Blick auf den Schrein des Bāb und den Hafen von Haifa

### Bahaʾi-Gärten, Terrassen und Bogen von Verwaltungsbauten
Seit ihrer Erweiterung Ende der 1990er Jahre ziehen sich die Persischen Gärten beinahe über die ganze Höhe des Hangs. Sie ziehen sich empor entlang
eines Wegs von den Templer-Häusern. Im Zentrum der kunstvoll terrassenförmig angelegten Gärten befindet sich der Schrein des Bab. Darin hat der Vorläufer, der eine der Zwillingsoffenbarer aus Persien, seine letzte Ruhestätte gefunden, nachdem er in Persien hingerichtet worden war. Vom Schrein des Bab kann man über die Bucht nach Bahji bei Akkon sehen. Dort hat Bahāʾullāh, der zweite der Zwillingsoffenbarer, verbannt aus Persien und bekannt als Stifter des Bahaitum seine letzte Ruhestätte gefunden. In Haifa residiert seit 1963 das demokratisch gewählte Universale Haus der Gerechtigkeit, seit 1982 mit Amtssitz am Scheitelpunkt des Bogens mit fünf Bahai-Verwaltungsbauten. Die Gärten gehören zu den meistbesuchten touristischen Anziehungspunkten Israels, der Schrein des Bab gilt als Wahrzeichen der Stadt Haifa.

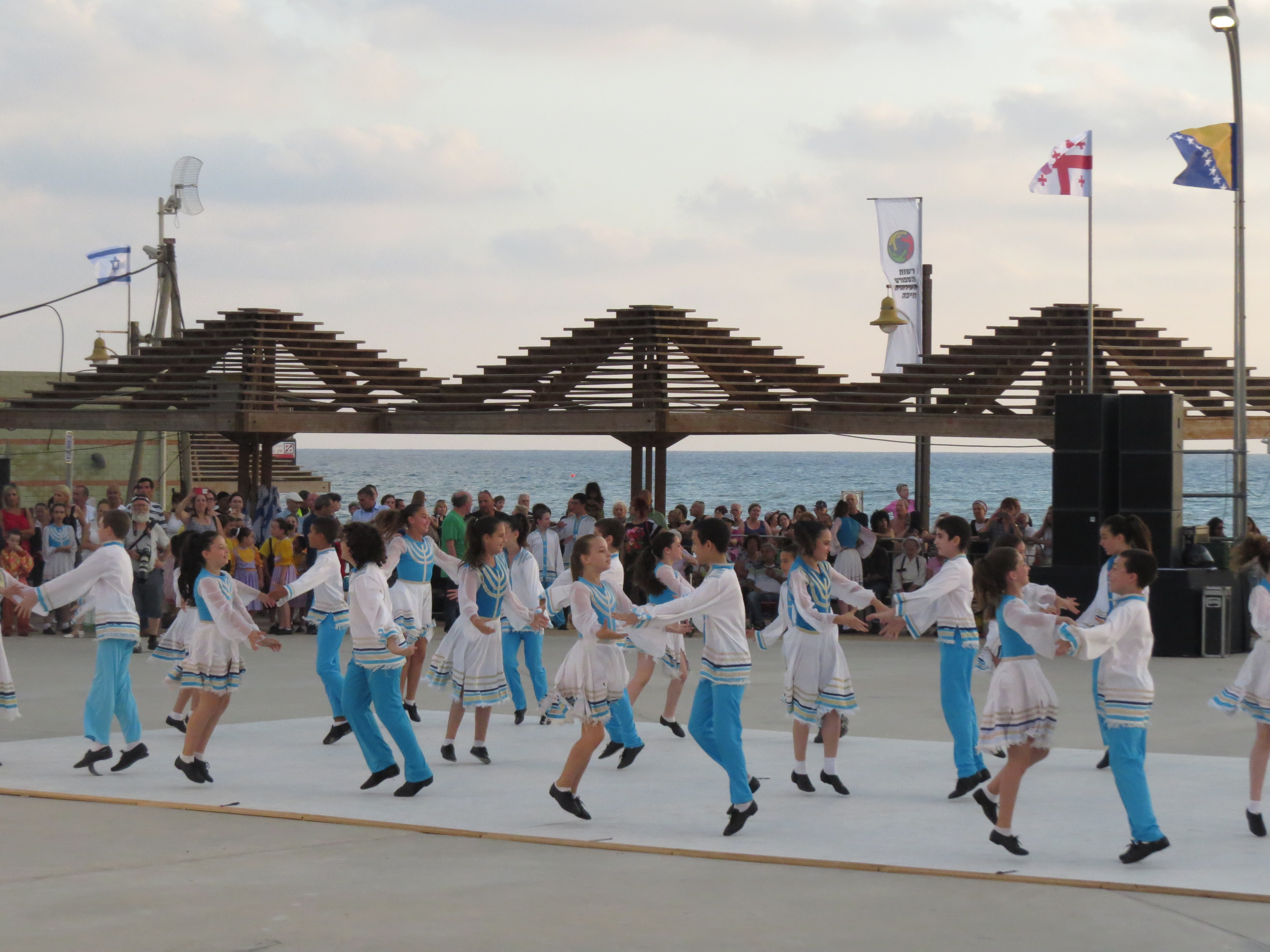
Folk dancing in Dado Beach, Haifa 2015

### Stella Maris
An der Westseite des Karmels befindet sich das Karmelitenkloster Stella Maris mit der Elija-Höhle, die als ehemaliger Wohnort und Grab des Propheten gilt. Der Aussichtspunkt bietet einen Ausblick über die gesamte Bucht von Haifa. Ein Pfad führt von dort vorbei am Stella-Maris-Leuchtturm und einer Kapelle hinab zu einer weiteren Elijahöhle, die auch als jüdische Gedenkstätte dient. Am Meeresufer befindet sich auch die Talstation der 1983–1986 errichteten Haifa-Seilbahn, die hinauf zum Aussichtspunkt führt.

### German Colony (Ha-Moschava ha-Germanit)
Die von der Tempelgesellschaft gegründete „deutsche Kolonie“ liegt unterhalb der Bahai-Gärten. Der zentrale Ben-Gurion-Boulevard führt in der Sichtachse der Gärten zum Meer. Am Ben-Gurion-Boulevard liegen das Tourist-Center Haifas und eine Vielzahl von Speise- und Szenelokalen.

### Wadi Nisnas
Östlich der German Colony liegt Wadi Nisnas, ein altes arabisches Viertel, das für seinen Markt bekannt ist.

### Museen
In der Nähe des Hafens befindet sich das Nationale maritime Museum.
In der Nähe des Bahnhofs Haifa-Mizrach befindet sich das israelische Eisenbahnmuseum, das neben vielen Bildern und Schaustücken auch eine Dampflok (C-Kuppler gebaut bei Krauss) der meterspurigen Hedschasbahn zeigt.
Berühmt ist auch das Clandestine Immigration and Naval Museum mit der Af-Al-Pi-Chen und weiteren Museumsschiffen.
Das Getreidemuseum im Dagon-Silo ist nur nach Voranmeldung geöffnet.
Daneben gibt es das Hecht Museum für Archäologie auf dem Gelände der Universität, das Kunstmuseum Haifa und das israelische Nationalmuseum für Wissenschaft, Technik und Raumfahrt (Haifa) auf dem historischen Campus des Technions, das jährlich rund 200.000 Besucher zählt.

### Zoologischer Garten
Der Zoo Haifa Educational Zoo & Botanical Garden befindet sich im Stadtteil Carmel gegenüber dem Bahai-Weltzentrum. Er beherbergt neben einer Vielzahl von Tieren auch ein naturhistorisches Museum.

### Theater
Haifa Theater, das älteste städtische Ensemble, wurde 1961 gegründet. Dort treten arabische und jüdische Schauspieler auf.
Im Jahre 2015 wurde im Stadtteil Wadi Salib das al-Midan-Theater eröffnet, es dient als die erste feste Spielstätte des 2011 gegründeten arabischsprachigen Khashabi-Ensemble sowie als Ort für Filmvorführungen, Konzerte und Comedy.

## Sport
Die Stadt ist Heimat des Fußballclubs Maccabi Haifa, der 1913 bereits gegründet wurde und derzeit in der 1. israelischen Liga, der Ligat haʿAl spielt. Die Mannschaft gehört mit elf Meistertiteln und fünf Pokalsiegen zu den erfolgreichsten Fußballmannschaften Israels. Große Bekanntheit auf europäischer Ebene erlangte die Mannschaft, als sie sich 2002 für die Hauptrunde der UEFA Champions League qualifizierte und sowohl Olympiakos Piräus als auch Manchester United mit 3:0 bezwang. Maccabi Haifa schied mit sieben Punkten knapp hinter dem deutschen Erstligisten Bayer 04 Leverkusen als Dritter in der Gruppenphase aus. Im Vereinswappen ist der Davidstern in der Ausführung der Maccabi-Bewegung prominent. Ortsrivale des Maccabi Haifa ist der Erstligist HaPoʿel Haifa, der 1924 gegründet wurde. HaPoʿel ist hebräisch und steht für Arbeiter.
Beide Vereine trugen ihre Spiele bis 2014 im Qirjat-Eliʿeser-Stadion aus. Diese Spielstätte wurde 1955 erbaut und hat Platz für 14.000 Zuschauer. Das Stadion war ein Geschenk der Unione Italiana del Lavoro, eines der größten Gewerkschaftsbündnisse Italiens, an die israelische Regierung. Von 2009 wurde das nach Sammy Ofer benannte Sammy-Ofer-Stadion als neue Heimat der beiden Konkurrenten gebaut. Es wurde im Juni 2014 fertiggestellt und besitzt ein Fassungsvermögen von 30.820 Zuschauern. Die Eröffnung und das erste Spiel im Stadion fand am 27. August 2014 zwischen HaPoʿel Haifa und HaPoʿel Akko statt.

## Partnerstädte
- Marseille, Frankreich, seit 1962
- Portsmouth, Vereinigtes Königreich, seit 1962
- Luton, Vereinigtes Königreich seit 1966
- Hackney, Vereinigtes Königreich seit 1968
- Manila, Philippinen seit 1971
- San Francisco, Vereinigte Staaten, seit 1973
- Aalborg, Dänemark seit 1973
- Kapstadt, Südafrika seit 1975
- Bremen, Deutschland seit 1978[70][71]
- Antwerpen, Belgien seit 1986
- Mainz, Deutschland seit 1987[72]
- Düsseldorf, Deutschland seit 1988[73]
- Rosario, Argentinien seit 1988
- Odessa, Ukraine seit 1992
- Shanghai, Volksrepublik China seit 1994
- Boston, Vereinigte Staaten seit 1999
- Limassol, Zypern seit 2000
- Fort Lauderdale, Vereinigte Staaten seit 2002
- Kōbe, Japan seit 2004
- Erfurt, Deutschland seit 2005[74]
- Mannheim, Deutschland seit 2009[75]
- Guayaquil, Ecuador seit 2006
- Sankt Petersburg, Russland seit 2008
- Newcastle upon Tyne, Vereinigtes Königreich[76]

## Söhne und Töchter der Stadt
Die Liste enthält eine alphabetische Übersicht bedeutender, im heutigen Haifa geborener Persönlichkeiten. Ob die Personen ihren späteren Wirkungskreis in Haifa hatten oder nicht, ist dabei unerheblich. Viele sind nach ihrer Geburt weggezogen und andernorts bekannt geworden. Die Liste erhebt keinen Anspruch auf Vollständigkeit.
- Abed Abdi (* 1942), arabisch-israelischer Maler und Zeichner, Grafiker, Bildhauer, Kunstschmied und Dozent
- Thal Abergel (* 1982), französischer Schachmeister
- Amir Aczel (1950–2015), israelisch-US-amerikanischer Mathematiker, Hochschullehrer und Sachbuchautor
- Efrat Alony (* 1975), Sängerin
- Moran Atias (* 1981), Fernseh- und Filmschauspielerin sowie Model
- Ariel Attias (* 1999), Leichtathlet
- Michaël Attias (* 1968), Jazz-Saxophonist
- Lucy Ayoub (* 1992), Moderatorin und Slam-Poetin
- Zouheir Bahloul (* 1950), israelischer Politiker
- Ralph Bakshi (* 1938), US-amerikanischer Filmregisseur
- Pierre de Bané PC QC (1938–2019), kanadischer Rechtsanwalt und Politiker
- Ronit Baranga (* 1973), bildende Künstlerin
- Dan Bar-On (1938–2008), Psychologe, Autor, Holocaust- und Dialogforscher
- Norbert Beilharz (1939–2019), deutscher Filmemacher, Drehbuchautor, Schauspieler und Regisseur
- Arik Benado (* 1973), Fußballspieler
- Dana Berger (* 1970), Liedermacherin und Schauspielerin
- Shlomi Binder (* 1975), Generalmajor
- Miron Bleiberg (* 1955), israelisch-australischer Fußballtrainer
- Omri Boehm (* 1979), deutsch-israelischer Philosoph und Hochschullehrer
- Oscar Bronner (* 1943), Zeitungsherausgeber und Maler
- Shlomit Butbul (* 1965), österreichisch-israelische Sängerin und Schauspielerin
- Leila Chaled (* 1944), Mitglied der linksgerichteten palästinensischen Organisation PFLP, erste weibliche Flugzeugentführerin der Geschichte
- Aaron Ciechanover (* 1947), Biochemiker
- Danny Cohen (1937–2019), Informatiker und Internet-Pionier
- Anne Crawford (1920–1956), britische Schauspielerin in Film, Fernsehen und Theater
- Joseph Croitoru (* 1960), deutscher Historiker und Journalist
- Mikhal Dekel (* 1965), israelisch-US-amerikanische Literaturwissenschaftlerin
- David Deutsch (* 1953), Physiker und Wissenschaftler auf dem Gebiet der Quantencomputer
- Tomer Dotan-Dreyfus (* 1987), deutsch-israelischer freier Autor, Lyriker und Übersetzer
- David Esrig (* 1935), rumänischer Regisseur
- Ari Folman (* 1962), Filmregisseur, Drehbuchautor und Filmproduzent
- Ayana Friedman (* 1950), bildende Künstlerin
- Yosef Garfinkel (* 1956), Archäologe
- Willie Garnett (1936–2021), britischer Blues- und Jazzmusiker
- Ja’el German (* 1947), Politikerin
- Amos Gitai (* 1950), Filmregisseur, Schauspieler und Drehbuchautor
- Ivry Gitlis (1922–2020), französisch-israelischer Violinist
- Iddo Goldberg (* 1975), britisch-israelischer Schauspieler
- Ofer Gon (* 1949), israelisch-südafrikanischer Ichthyologe
- Anastasia Gorbenko (* 2003), Schwimmerin
- Sebulon Hammer (1936–1998), Politiker, Minister und stellvertretender Premierminister
- Haya Harareet (1931–2021), Film- und Theaterschauspielerin und Drehbuchautorin
- Tomer Hemed (* 1987), Fußballspieler
- Ruth Herz (1943–2023), deutsche Richterin und Fernsehdarstellerin
- Barak Hiram (* 1979), Brigadegeneral der Israelischen Verteidigungsstreitkräfte (IDF)
- Erella Hovers (* 1956), Paläoanthropologin
- Einat Kalisch-Rotem (* 1970), Architektin und seit 2018 Bürgermeisterin von Haifa
- Ariel Kallner (* 1980), Politiker
- Anan Khalaili (* 2004), Fußballspieler
- Dan Lahav (1946–2016), Schauspieler, Theatergründer, Kunstmaler und Intendant
- Uzi Landau (* 1943), Politiker, Minister
- Zafra Lerman (* 1937), Chemikerin
- Hod Lipson (* 1967), israelisch-US-amerikanischer Robotikforscher
- Michal Lipson (* 1970), Physikerin
- Jaron Löwenberg (* 1969), israelisch-deutscher Schauspieler
- Uri Lubrani (1926–2018), Diplomat
- Shiri Maimon (* 1981), Sängerin
- Jaron Mazuz (* 1962), Politiker
- Jona Metzger (* 1953), aschkenasischer Oberrabbiner in Israel
- Ariel Muzicant (* 1952), Präsident der Israelitischen Kultusgemeinde Wien
- Ronnith Neumann (* 1948), Schriftstellerin und Fotografin
- Zachi Noy (* 1953), Schauspieler
- Ayman Odeh (* 1975), Politiker
- Eyal Ofer (* 1950), Unternehmer
- Noam Okun (* 1978), Tennisspieler
- Avshalom Pollak (* 1970), Schauspieler, Regisseur und Choreograf
- Bruce Rappaport (1922–2010), Unternehmer
- Avichai Rontzki (1951–2018), General
- Adi Rosenblum (* 1962), Künstlerin
- Ronny Rosenthal (* 1963), ehemaliger Fußballspieler
- Moshik Roth (* 1972), Koch, mit Michelin-Sternen ausgezeichnet
- Naftali Rothenberg (* 1949), Gelehrter, Rabbiner und Autor
- Odeya Rush (* 1997), Schauspielerin
- Mosche Safdie (* 1938), Architekt und Städtebauer
- Josef Schuster (* 1954), Internist und Präsident des Zentralrates der Juden in Deutschland
- Giora Seeliger (* 1953), Schauspieler, Regisseur und Theaterlehrer
- Isaiah Shachar (1935–1977), Historiker und Kunsthistoriker
- Moon Shavit (* 1987), Schauspielerin und Model
- Mati Shemoelof (* 1972), Schriftsteller, Dichter und Kurator
- Gene Simmons (* 1949), Bassist der Hardrockgruppe Kiss
- Hillel Slovak (1962–1988), US-amerikanischer Musiker
- Ron Sommer (* 1949), Manager
- Guy Sternberg (* 1975), israelisch-österreichischer Musikproduzent, Toningenieur und Komponist
- Eytan Stibbe (* 1958), Kampfpilot und Oberst der israelischen Luftwaffe, Unternehmer, Philanthrop und der zweite Raumfahrer seines Landes
- Zohar Strauss (* 1972), Schauspieler
- Barak Tal, israelischer Dirigent (Tel Aviv Solisten)
- Amos Tversky (1937–1996), Psychologe
- Gil Vermouth (* 1985), Fußballspieler
- Yochanan Vollach (* 1945), israelischer Fußballspieler
- Yfaat Weiss (* 1962), Historikerin, Hochschullehrerin
- Loudy Wiggins (* 1979), australische Wasserspringerin und Olympiamedaillengewinnerin
- Joseph Yahalom (* 1941), Literaturwissenschaftler, Hebraist und Hochschullehrer
- Gil Yaron (* 1973), Arzt und Journalist
- Amos Yaskil (* 1935), Maler und Grafiker
- Yoni Zelnik (* 1975), Jazzmusiker

## Ehrenbürger
- ʿAbdul-Baha' (1844–1921), auch bekannt als Abbas Effendi, Namensgeber der Abbas Street